# Guerre de la Conquête
Pour les articles homonymes, voir Guerre de conquête.
Pour les autres conflits intercoloniaux des XVIIe et XVIIIe siècles, voir guerres intercoloniales.
Batailles
- Jumonville Glen (1754)
- Fort Necessity (1754)
- Fort Beauséjour (1755)
- 8 juin 1755
- Monongahela (1755)
- Petitcoudiac (1755)
- Lac George (1755)
- Fort Bull (1756)
- Fort Oswego (1756)
- Kittanning (1756)
- En raquettes (1757)
- Pointe du Jour du Sabbat (1757)
- Fort William Henry (1757)
- German Flatts (1757)
- Lac Saint-Sacrement (1758)
- Louisbourg (1758)
- Le Cran (1758)
- Fort Carillon (1758)
- Fort Frontenac (1758)
- Fort Duquesne (1758)
- Fort Ligonier (1758)
- Québec (1759)
- Fort Niagara (1759)
- Beauport (1759)
- Plaines d'Abraham (1759)
- Sainte-Foy (1760)
- Neuville (1760)
- Ristigouche (navale) (1760)
- Mille-Îles (1760)
- Signal Hill (1762)

La guerre de la Conquête (1754-1760) est le nom donné au Québec au théâtre militaire nord-américain avant et pendant la guerre de Sept Ans. Aux États-Unis, on désigne fréquemment ce conflit sous l'appellation de French and Indian War (« guerre contre les Français et les Indiens »). Elle voit s'affronter les Français, leurs milices de la Nouvelle-France et leurs alliés autochtones d'un côté, et les Britanniques, leurs milices américaines et leurs alliés iroquois de l'autre, pour la domination coloniale de l'Amérique du Nord. Les hostilités commencent en 1754, deux ans avant le déclenchement de la guerre de Sept Ans en Europe, lors d'accrochages dans la vallée de l'Ohio.
Depuis la fin du XVIIe siècle, Français et Britanniques étendent leurs possessions nord-américaines les uns aux dépens des autres et se trouvent confrontés, au travers de ces rivalités maritimes, coloniales, territoriales et commerciales, par le biais de plusieurs conflits militaires en Amérique qui se superposent aux guerres européennes d'alors. Devant la résistance de la Nouvelle-France aux attaques ennemies qui n'ont, jusque-là, pu enlever aux Français que l'Acadie, les treize colonies britanniques, au milieu du XVIIIe siècle, se trouvent toujours encerclées à l'ouest et au nord par un vaste mais finalement faible empire français, reposant plus sur les alliances avec les autochtones et la combativité de ses colons que sur un réel soutien de la part de la métropole. Lorsque, après 1749 et la troisième guerre intercoloniale, les rivalités franco-britanniques renaissent avec force, cristallisées par la volonté des deux camps de s'étendre sur la vallée de l'Ohio, un nouveau conflit paraît inévitable. Il éclate effectivement dès 1754.
D'abord ponctué par une série de succès français lors de ses trois premières années, le conflit ne tarde pas à prendre une ampleur inattendue du fait de l'intensification des opérations en Europe et de la volonté britannique de réduire la présence française en Amérique du Nord. Il est marqué ensuite par l'envoi d'un fort contingent britannique dans les colonies en 1758, le manque de vivres et d'approvisionnement causé par une mauvaise gestion locale, qui provoque la famine de 1757-1758 (cumulant mauvaises récoltes en 1757, malversations de commerçants, accroissement de consommateurs et diminution de producteurs, ces derniers étant aussi mobilisés l'été), le blocus imposé par la Royal Navy (qui devient progressivement maîtresse des mers) aux ports français, et une intensification des opérations militaires de la France en Europe : pour toutes ces causes, la guerre finit par tourner à l'avantage des Britanniques, qui peuvent envahir la Nouvelle-France en 1759.
Le siège le plus impressionnant est celui de sa capitale Québec, la même année. La prise de Montréal en 1760 met fin à la guerre en Amérique et consacre la victoire écrasante de l'Empire britannique sur son concurrent le plus menaçant jusqu'alors. Le territoire français est attribué aux Britanniques en 1763 lors du traité de Paris, à l'exception des îles Saint-Pierre-et-Miquelon, près de Terre-Neuve.

## Contexte géopolitique et géographique

L’Amérique du Nord vers 1755. Les territoires français sont représentés en bleu, les territoires britanniques en rouge, les espagnols en orange.

### La situation géographique vers 1750
À cette époque, la France possédait la grande majorité de la région explorée du nouveau continent, plus de la moitié de l'Amérique du Nord. Elle comptait une partie du Québec actuel (la baie d'Hudson et Terre-Neuve n'étaient pas sous contrôle français depuis 1713) plus une grande partie de l'actuel centre des États-Unis. Sa frontière s'étendait, au nord, de la limite de l'actuel Labrador, faisait une parabole passant au-dessous de la baie James pour aller contourner le lac Manitoba et le lac Winnipeg, au centre de l'actuel Manitoba, et descendait jusqu'au golfe du Mexique, en suivant, plus à l'ouest, le fleuve Mississippi. Ces territoires immenses formaient une écharpe longue d’environ 4 000 kilomètres et large de 600 à 2 000 kilomètres.
L’Amérique britannique se réduisait à une bande de 300 à 500 kilomètres de large qui se dépliait du nord au sud de la côte atlantique sur environ 2 000 kilomètres. Elle correspondait au territoire des treize colonies britanniques d’Amérique. Elle commençait par les quatre colonies de la Nouvelle-Angleterre (New Hampshire, Massachusetts, Rhode Island et Connecticut) situées au contact des pays laurentiens, puis c’était les quatre colonies comprises entre les contreforts des Appalaches et l’océan (New York, New Jersey, Pennsylvanie et Delaware), où se trouvaient les principaux ports, enfin les cinq colonies méridionales (Maryland, Virginie, Caroline du Nord, Caroline du Sud et Géorgie, voir la carte ci-jointe).

### Les populations française et britannique vers 1750

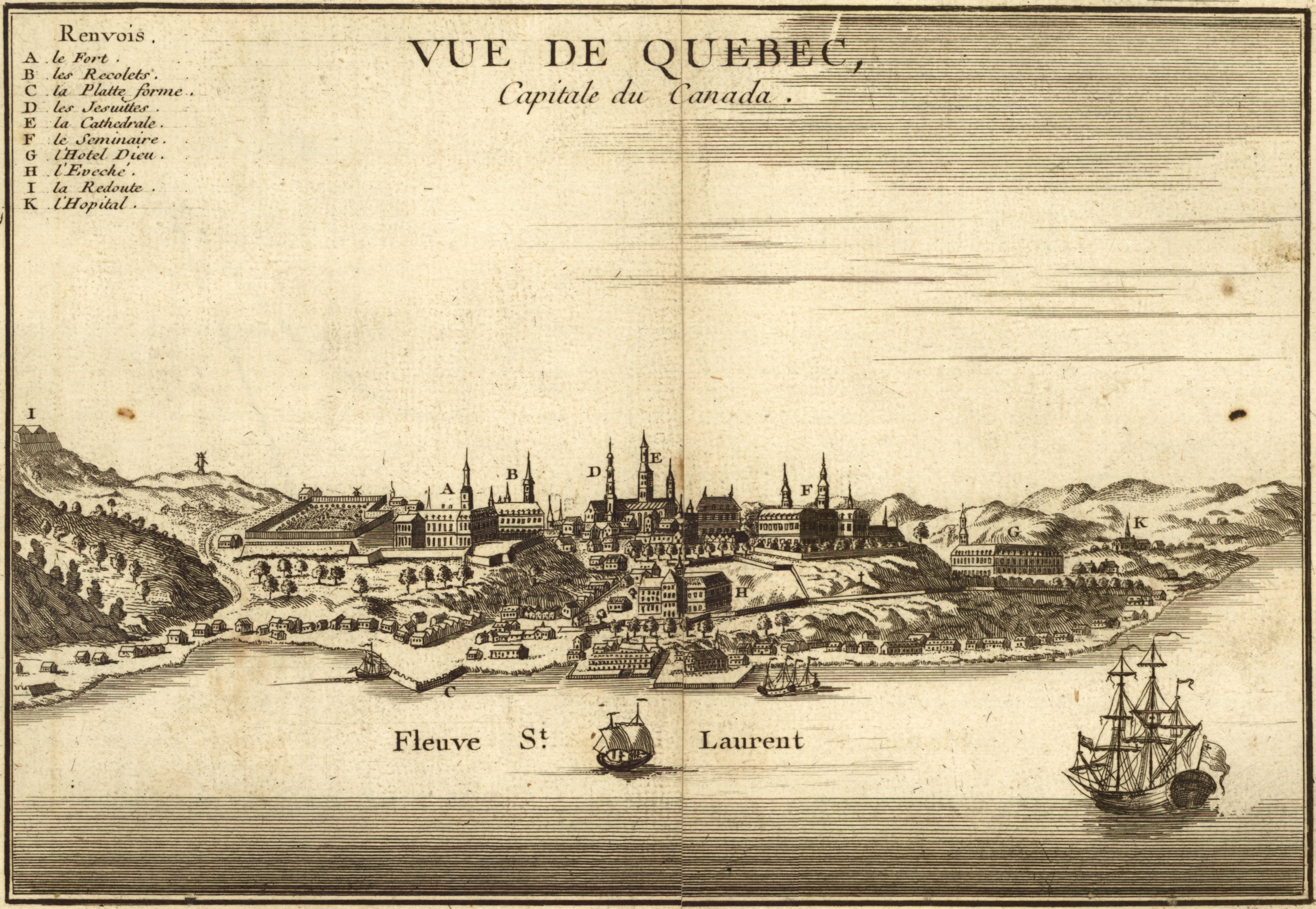
Québec « capitale du Canada » en 1755. La ville compte alors 7 habitants.

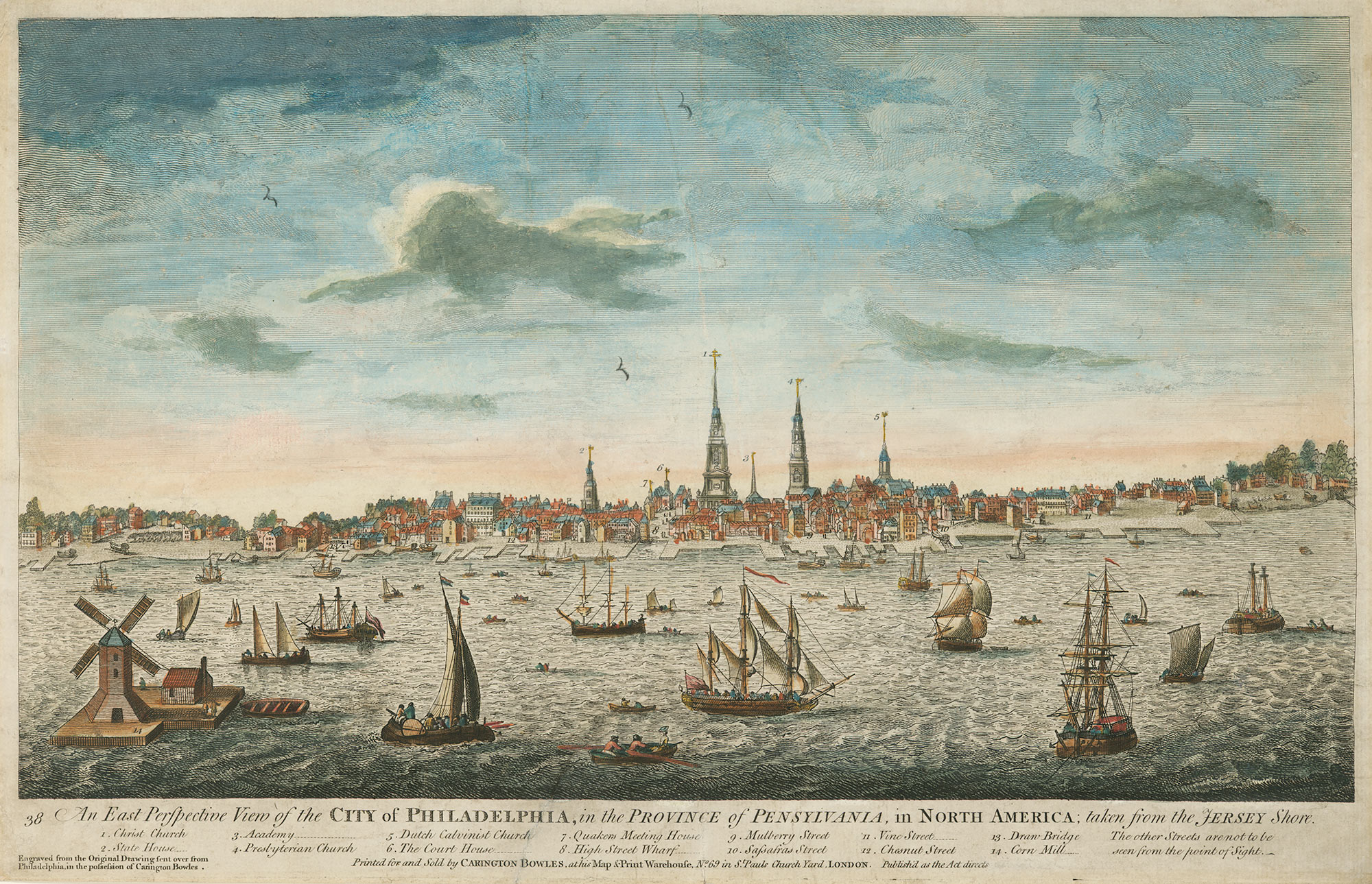
Philadelphie vers 1750, principale ville des colonies britanniques d’Amérique en plein essor démographique et économique.

La Nouvelle-France et la Louisiane comptent à peu près 90 000 habitants dont les familles souches proviennent de la France de l’Ouest. Depuis les années 1700, le flux de l’émigration s’est limité pour l’essentiel aux militaires et aux marins. La croissance démographique de la colonie française (qui se limitait à 2 000 habitants en 1660, 16 000 vers 1700) est due à une natalité exceptionnelle de l’ordre de 65 pour 1 000 (la famille des LeMoyne d’Iberville en témoigne). L’État n’a guère encouragé les Français à s’installer en Nouvelle-France et en Louisiane ou bien a pris des mesures restrictives comme l’interdiction faite aux Protestants de s’établir au Canada. L’interminable hiver canadien a aussi rebuté nombre de candidats potentiels à l’émigration. En 1755, le quart de la population canadienne vit dans les villes de Québec (7 à 8 000 habitants), Montréal (4 000) et Trois-Rivières (1 000). Un effort est également fait pour accélérer le peuplement de Détroit, la clé de voute des Grands Lacs. La Louisiane, colonie presque marginale, compte à peine 4 000 habitants d’origine française.
Les treize colonies britanniques, regroupées sur une bande côtière plus étroite, possèdent de 1,5 à 2 millions d’habitants vers 1750 (il y en avait 4 700 vers 1630). La croissance démographique est due à l’émigration — volontaire et surtout forcée — des minorités religieuses protestantes (Puritains, Quakers...) venues trouver leur terre promise de l’autre côté de l’Atlantique. Cette identité religieuse est très marquée : les colons anglo-américains détestent les « papistes » (catholiques) canadiens qui le leur rendent bien : « la Nouvelle-France arbore son unité catholique comme un étendard » (Edmond Dziembowski). Au socle « anglo-saxon » (Anglais, Écossais, Irlandais) qui constitue la part la plus importante des arrivants, vient s’ajouter l’immigration d’Europe centrale et septentrionale ainsi que l’apport africain alimentant la main d’œuvre servile des colonies médianes et méridionales. Comme en Nouvelle-France, la majorité des colons vivent à la campagne, mais les villes portuaires (Philadelphie, New York, Boston) sont en pleine croissance.
Les deux Amériques s’opposent également par leur mode de gouvernement. La tolérance religieuse (entre églises protestantes) et la pratique du self government (beaucoup de gouverneurs sont élus et il y a des assemblées locales) favorisent l’essor économique des colonies britanniques, même si celles-ci, étroitement surveillées par Londres, n’ont pas la liberté d’investir leurs bénéfices dans des entreprises industrielles, car la métropole craint leur concurrence. Le Canada est régi par l’absolutisme administratif et seigneurial, ce qui n’exclut pas l’esprit d’entreprise, comme celui des marchands de Montréal, ni l’idée que c’est aussi une terre de liberté : pas de gabelle, pas de taille et la possibilité de parcourir l’été, sans limite, les immensités forestières d’Amérique du Nord en frayant avec les Autochtones pour y trouver des fourrures.
Des deux côtés, les pionniers ont noué bon gré mal gré, des relations commerciales et politiques avec les Sauvages, liens formalisés par des traités afin d’obtenir leur appui guerrier. En ce domaine, la balance penche nettement en faveur des Français qui se sont montrés beaucoup plus curieux et respectueux du mode vie des nations amérindiennes que les Britanniques qui généralement les méprisent, refusent toute mixité et ne voient en eux que des auxiliaires contre les Français. À la veille de la guerre, l’écrasante majorité des Autochtones de la région des Grands Lacs et du bassin du Mississippi se disent alliés d’« Onontio Goa » (Louis XV).

### Alliance franco-amérindienne

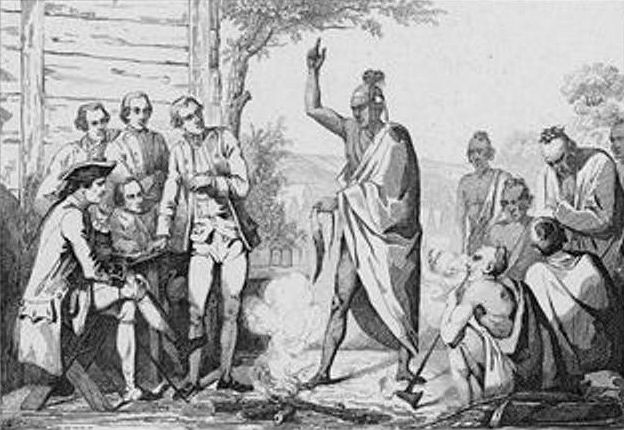
Conférence entre responsables français et chefs autochtones vers 1750.

Les Français étaient alliés avec presque toutes les nations amérindiennes d’Amérique du Nord. Les Autochtones  constituaient une force importante dans la défense de la Nouvelle-France. Comme les miliciens, ils étaient efficaces dans la guerre d'embuscade. Même si chaque nation amérindienne a ses propres rites et traditions, il est possible d'observer une constante dans les tactiques de guerre et les stratégies adoptées par les Autochtones  qui prennent part au conflit. D'abord, ceux-ci ne se battent jamais en terrain à découvert ; les tactiques de l'embuscade et de camouflage sont plutôt le propre de ces alliés. En fait, l'attaque-surprise est leur plus fort atout. Elle prend de court les soldats européens habitués à la bataille en rangée et fait, en conséquence, beaucoup de ravages. Quant aux préparatifs de guerre, malgré quelques variantes d'un groupe à l’autre, on observe certains éléments communs : de longues discussions avant le départ, accompagnées du calumet de la guerre et de danses. Les rêves prémonitoires étaient également très populaires pour prédire l'issue d'une guerre ou si elle représentait un danger pour un individu ou une nation entière. Les armes utilisées par les Autochtones étaient en général des couteaux, des haches et des fusils.

## Les forces en présence
Au Canada, comme dans l’Amérique britannique, la plupart des colons détiennent des armes. « Les hommes sont rudes, violents, prêts à faire parler la poudre pour défendre leurs biens » (André Zysberg). Nombre d’entre eux servent dans des régiments de milice.

### La diversité des forces françaises

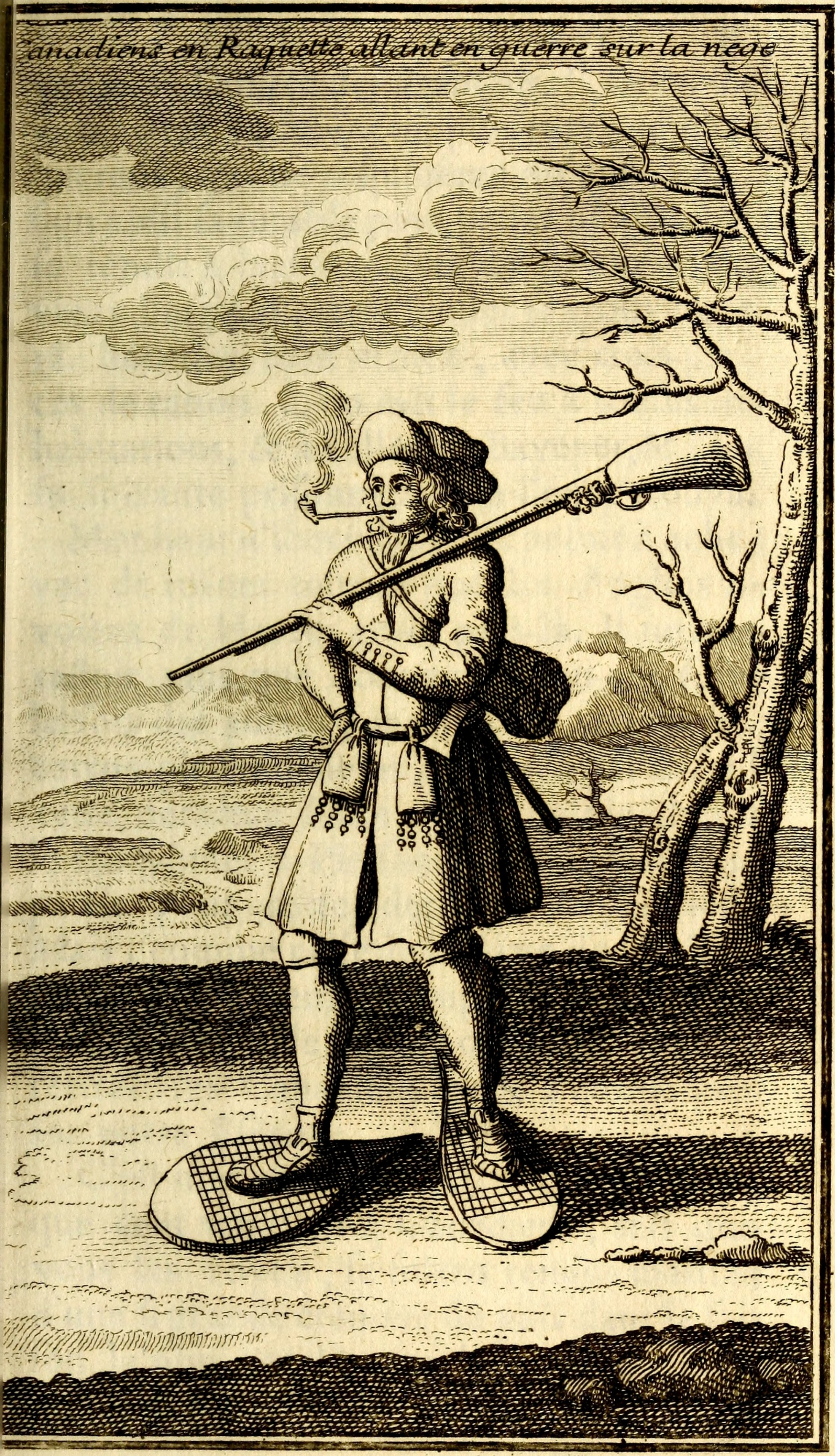
Milicien canadien en tenue de guerre hivernale (gravure de 1722).

#### Les milices de la Nouvelle-France
Une véritable éthique militaire marque le Canada dont la société, pour survivre, a pris spontanément un caractère militaire, presque dès sa fondation. En 1669, pour pallier l’absence de troupes régulières au Canada, Louis XIV avait décrété l’instauration d’une milice dans la colonie. Elle est constituée de tous les hommes âgés de 16 à 60 ans. En cas de guerre, ils ont obligation de prendre les armes. Tous doivent servir : bourgeois, marchands, habitants ou domestiques. Outre les membres du clergé, certaines exemptions sont accordées : les infirmes, les officiers pourvus de commissions, de brevets ou de lettres de service du roi, incluant les officiers d’épée, de justice et d’administration, et les huissiers audienciers du Conseil supérieur et des juridictions.
Chacune des milices appartient à un siège de l’un des trois gouvernements régionaux : celui de Québec, de Trois-Rivières ou de Montréal. L’organisation de la milice repose sur une structure simple. Les miliciens s’assemblent par compagnie, une fois par mois, pour faire des exercices militaires sous les ordres de capitaines, lieutenants et enseignes. Une ou deux fois par année, on réunit toutes les compagnies d’une région pour faire de grands exercices. Les miliciens s’entraînent alors sans autre rétribution que leur ration quotidienne. Le gouverneur de la Nouvelle-France commande toutes les milices de la colonie. A la tête du gouvernement de Montréal, un colonel, des majors et des aides-majors supervisent les activités. La plupart des colonels de milice sont d’importants marchands de Montréal. La responsabilité des levées de milice revient au subdélégué de l’intendant et aux capitaines de milice de la ville. Dans les côtes, l’intendant nomme un commissaire sachant lire et écrire qui dresse les rôles de miliciens, convoque les exercices et sert d’intermédiaire entre l’administration et la population civile.
Lors de grandes campagnes militaires, l’intendant ordonne une levée en masse. Les miliciens doivent s’armer eux-mêmes et avoir une bonne provision de plomb, de poudre et de mèche. L’intendant fournit un fusil à ceux qui n'en possèdent pas, mais ils doivent le rendre au retour de chaque expédition. Comme la milice ne possède pas d’uniforme, les hommes reçoivent, à chaque campagne, une partie de l’habillement (chemise, capot, brayette, mitasses, mocassins) et une couverture. Les miliciens se nourrissent de ce qu’ils trouvent dans les bois. Quand ils manquent de gibier, ils mangent un peu de pemmican (de la viande séchée avec de la graisse) ou une sorte de gruau (soupane) que les soldats français appellent de la « colle ».
À la veille de la guerre de Sept Ans, la milice de la Nouvelle-France représente une force de combat redoutable, très utile dans l’art de la guerre d’embuscade dans les bois (la « petite guerre ») et pour lutter contre les peuples autochtones ennemis. Elle n’est cependant pas entrainée à la guerre à l’européenne, c'est-à-dire au combat en ligne donné à découvert qui suppose un solide entrainement pour tenir sous les tirs en salve. La milice relevant du gouvernement de Montréal est réputée pour être la plus active et la plus efficace en raison du fait qu'elle est composée de nombreux « voyageurs » qui font la traite des fourrures ce qui vaut à ses hommes d'être surnommés les « Loups blancs » par les autres districts et par les Autochtones. La Nouvelle-France de 1750 compte 165 compagnies de milice, 724 officiers, 498 sergents et 11 687 miliciens. En 1755, on peut estimer à 15 000 le nombre de miliciens en Nouvelle-France. En 1759, elle constituera la colonie nord-américaine comptant la plus grande proportion de sa population sous les armes.

#### Les compagnies franches de la marine

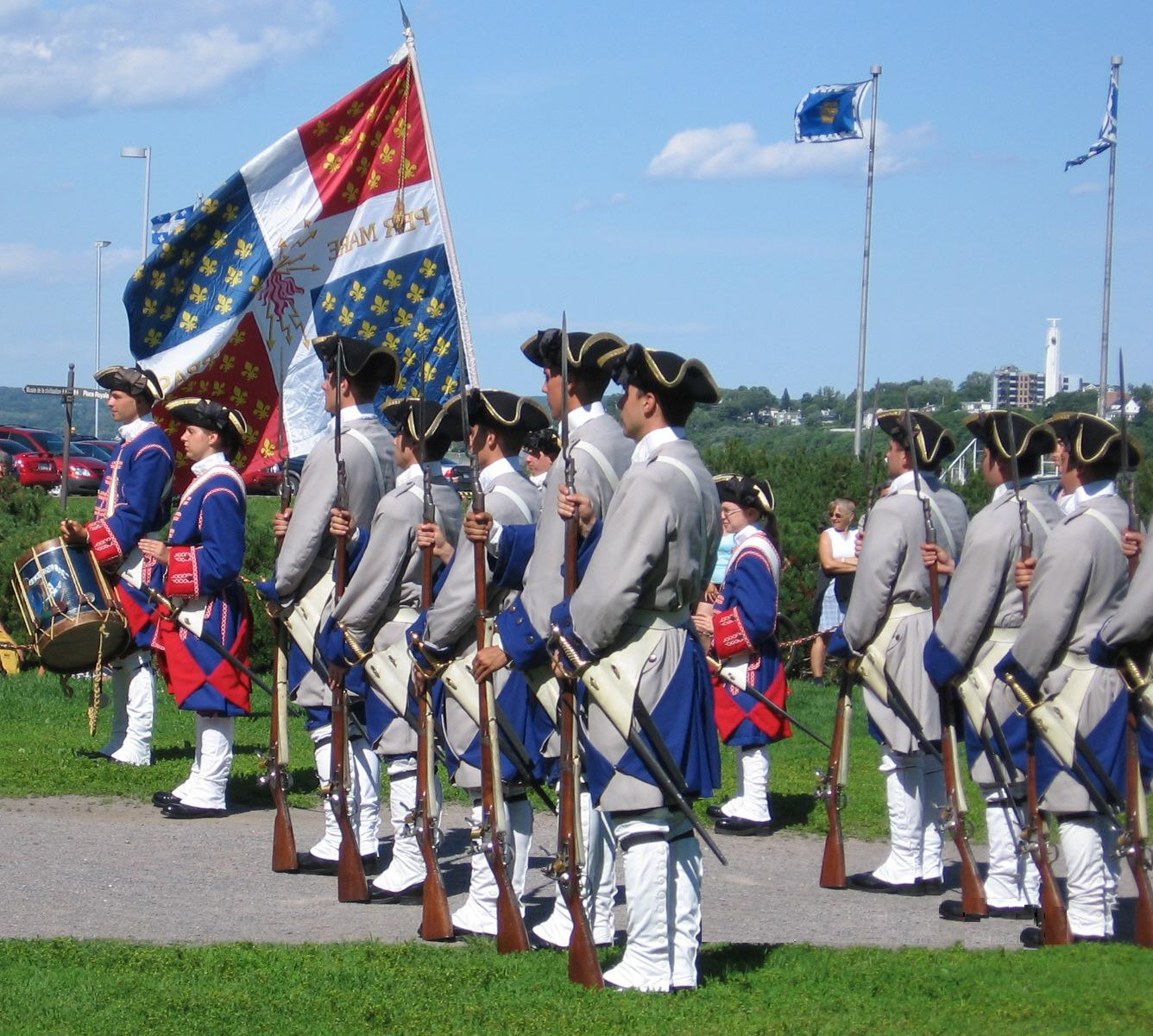
Reconstitution contemporaine d’une compagnie franche de la marine.

Les miliciens canadiens, malgré leur efficacité, ne peuvent pas répondre à tous les besoins militaires de la colonie. Depuis 1683, les autorités françaises maintiennent en permanence des compagnies d’un détachement des troupes de la marine. Ces troupes ont été créées en 1674 par le département de la Marine afin de défendre les navires et les colonies françaises. La solde de ces soldats provient de la marine. On les nomme communément compagnies franches de la marine et sont à distinguer des troupes de la marine servant sur les navires et dans les ports qui relèvent aussi du même ministère. Dans les documents, les premières sont souvent appelées « troupes du Canada », « troupes de l’île Royale », « troupes du détachement de l’infanterie de la marine » ou tout simplement « troupes des colonies ».
Il y a 30 compagnies franches de la marine en Amérique du Nord en 1750. Elles sont constituées de compagnies indépendantes, non organisées en régiment, ayant chacune à leur tête un capitaine. La direction des différentes compagnies incombe au gouverneur général de la Nouvelle-France. Depuis 1750, chaque capitaine recrute 50 soldats qui s’engagent pour une période de 6 ans (contre 29 avant cette date). Après ce temps, les soldats peuvent retourner en France ou demeurer dans le pays. Dans la réalité, au gré des circonstances, les congés ne sont pas automatiquement accordés. Chaque compagnie est composée de 43 soldats (y compris un cadet soldat), 2 sergents, 3 caporaux, 1 cadet à l’aiguillette et 1 tambour avec 1 capitaine, 1 lieutenant en pied et 1 sous-lieutenant. Depuis 1750, ces effectifs sont complétés par une compagnie de canonniers-bombardiers de 50 artilleurs et 4 officiers qui stationnent pour l’essentiel à Québec. Des détachements, cependant, sont envoyés à Montréal et dans les forts.
Tout comme la milice canadienne, les compagnies franches de la marine ont adopté les techniques de la « petite guerre ». Selon l’un de ses officiers, la meilleure troupe pour la guerre se compose d’officiers canadiens connaissant bien le pays, de quelques soldats d’élite, de plusieurs miliciens habitués au climat, de quelques canotiers et de quelques autochtones alliés. Ces derniers servent dans le domaine de la logistique et peuvent également effrayer les colons américains que l’on va rencontrer. À la veille de la guerre de la Conquête, on retrouve 2 400 soldats des compagnies franches de la marine en Nouvelle-France et 1 100 à Louisbourg.

### Les forces anglo-américaines

#### Les milices coloniales

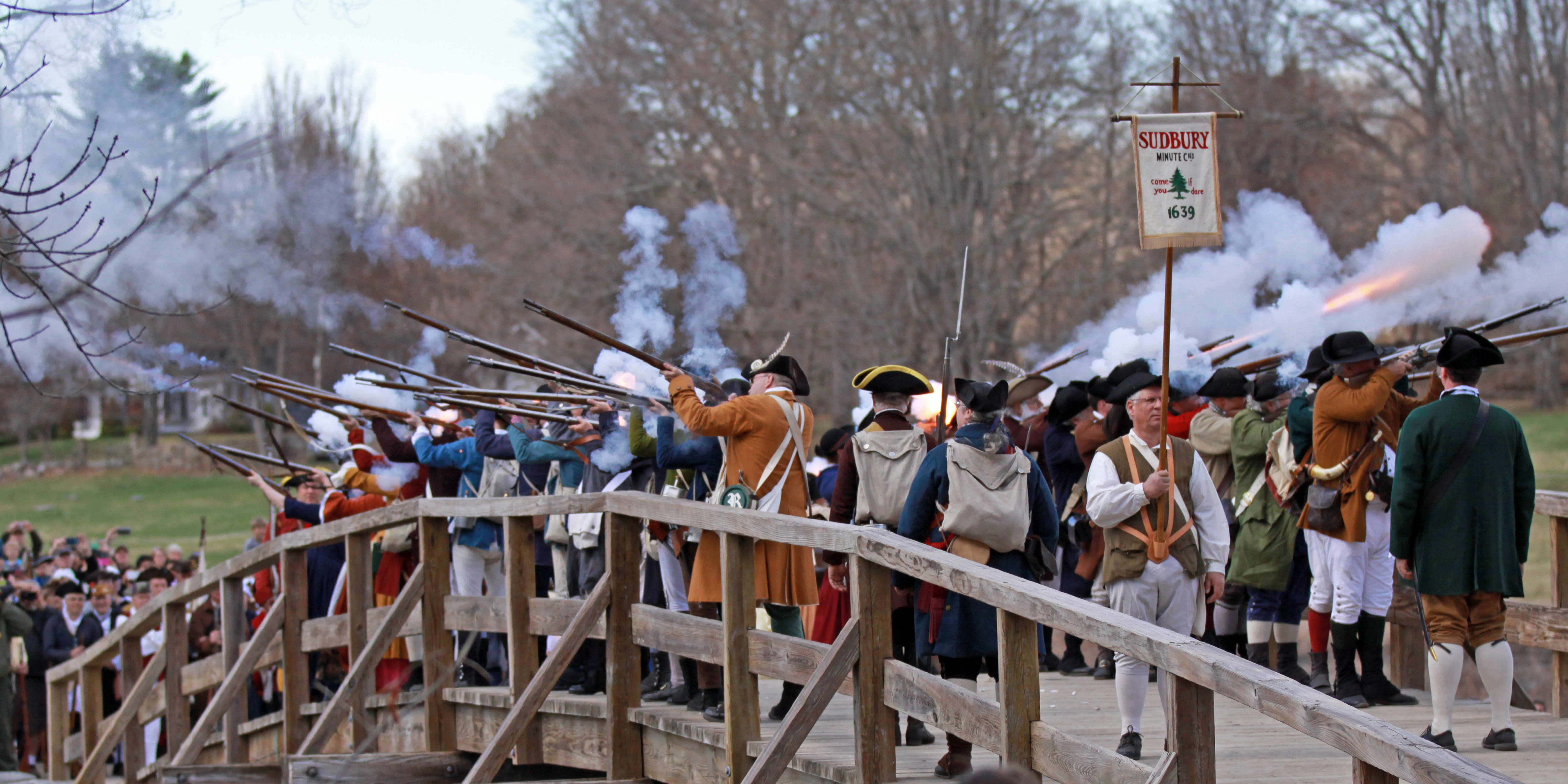
Reconstitution contemporaine d'une milice américaine du XVIIIe siècle.

Dans les colonies britanniques du Nouveau Monde, le concept de milice est apparu très tôt afin d’assurer la survie des jeunes établissements lors des conflits contre les Autochtones . La première milice est formée en Virginie en 1632. Elle repose sur un recrutement local et de courtes périodes de service actif lors d’urgences. Tout homme capable de porter une arme doit l’apporter à l’église et s’exercer après le service religieux. En 1682, le lieutenant-gouverneur de New-York reçoit des ordres pour créer une milice afin de repousser toutes tentatives d’invasion de la colonie en armant et en enrôlant ses habitants.
À partir du milieu du XVIIe siècle, les milices coloniales prennent de l’ampleur et deviennent une institution essentielle dans la formation de la société en adoptant une couleur locale, tout en conservant leurs lignes maîtresses. Jusqu’en 1700, toute population masculine adulte est assujettie à la milice, puis de grands pans de la société en sont exclus : les Autochtones alliés, les mulâtres et les noirs libres, les serviteurs blancs, les apprentis et les itinérants. Dans certaines colonies, les miliciens choisissent les officiers, tandis qu’ailleurs, le gouverneur procède aux nominations. Peu importe le type de sélection, les officiers appartiennent généralement à la classe dirigeante. La structure des troupes provinciales se calque sur celle de l’armée régulière avec ses régiments, bataillons et compagnies.
En cas de guerre, les opérations de la milice suivent un cycle très régulier. À la fin de l’hiver, le gouverneur nomme plusieurs colonels pour commander les troupes pour la campagne printanière et leur fournit une série de commissions d’officiers en blanc, à utiliser à leur discrétion. Pour obtenir sa commission, le capitaine recrute 50 hommes, le lieutenant 25 et l’enseigne 15. La nomination des officiers et l’enrôlement des miliciens ne dépassant pas une période de neuf mois, il faut recommencer tous les ans. Ce processus nuit à la continuité du corps des officiers.
Les miliciens du Massachusetts qui vont servir avec les troupes britanniques se distinguent en général des soldats britanniques qui proviennent du prolétariat. Ces miliciens actifs sont souvent des individus temporairement sans emploi et disponibles pour le service militaire. Ils n’attendent qu’une reprise de l’économie pour retrouver un emploi. D’autre part, devant une pénurie de main-d’œuvre, la Virginie enrôle de force des vagabonds pour remplir les quotas de ses bataillons de milice. En conséquence, les miliciens enrôlés lors de ces pénuries ressemblent alors plus socialement aux soldats britanniques qu’aux colons de Virginie.

#### Rangers et Pionniers
Pour protéger les colons américains des Treize colonies contre les attaques et les raids franco-indiens, une unité spéciale, les Rangers, est formée. Ils deviennent une arme importante dans les tactiques américaines ; ils sont incorporés à l'armée régulière. En fait, en 1755, Lord Loudoun s'aperçoit que les embuscades pratiquées par ces Rangers, combinées avec les nouvelles tactiques et unités des troupes régulières britanniques, pourraient s’avérer un atout puissant. Ainsi, on trouve des Rangers à partir de ce moment sur tous les fronts.
Parallèlement aux Rangers, il faut compter, parmi les effectifs américains au sein des forces britanniques, les Colonial Pioneers. Ces derniers sont constitués des troupes de terre américaines. Ces soldats sont entraînés environ huit mois par an par leur législature provinciale et sont payés et équipés par leur colonie respective. C’est au Massachusetts, colonie la plus populeuse, qu’on trouve le plus grand nombre de Colonial Pioneers : ils sont au nombre de 6 800 en 1759. D'après les documents qui subsistent du conflit, ces militaires n’ont pas participé directement aux combats et étaient plutôt utilisés pour construire et maintenir les fortifications, batteries et campements britanniques.

#### Des forces inefficaces?
Les officiers britanniques qui débarquent dans le Nouveau Monde se font une très mauvaise opinion des forces américaines. Ils dénoncent le peu de fiabilité de la milice, l’odeur de leur camp qui se repère des lieues à la ronde et le réseau de loyautés personnelles et contractuelles qui les traversent. Au grand étonnement des officiers britanniques, les officiers de milice américains fraternisent ouvertement avec leurs miliciens.
Le général de brigade écossais John Forbes écrit à propos de la population et de l’armée qu’il trouve en Pennsylvanie qu’elle n’est qu’« un piètre ramassis de taverniers ruinés, magouilleurs et marchands indiens (…) une racaille de la pire espèce ». Le général Wolfe est encore plus sévère : « Les Américains sont généralement les chiens les plus lâches et méprisables que l’on puisse imaginer. On ne peut pas leur faire confiance dans la bataille. Ils tombent raides morts dans leur crasse et désertent par bataillons entiers, avec leurs officiers et tout le reste. De tels vauriens sont plutôt une entrave qu’une réelle force pour une armée ». Ces propos sont tenus en 1758, alors que la guerre en est déjà à sa troisième année...
L’expédition partie de Boston en 1745 lors du conflit précédent pour attaquer victorieusement Louisbourg avec une troupe essentiellement composée de miliciens montre que ces jugements émis par des officiers d’origine européenne et de culture aristocratique sont excessifs. Les forces américaines souffrent de leur dispersion sur un espace immense, de la difficulté, pour des colonies souvent désargentées, à les financer et de l’absence de commandement centralisé, contrairement au Canada. Difficulté encore renforcée par le manque de patriotisme et les rivalités, voire la détestation, que les colonies britanniques se portent les unes vis à vis des autres.

## La non-paix de l’entre-deux-guerres (1748 – 1755)

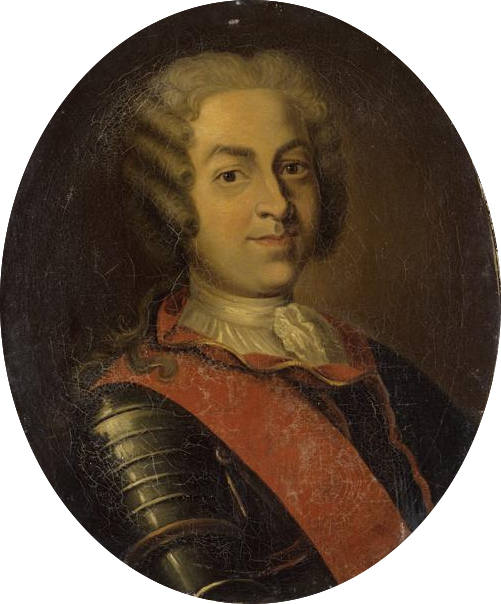
Le gouverneur La Galissonière définit en 1748 la stratégie française pour mettre la main sur la vallée de l’Ohio.

La paix de 1748 rend à la France l’île de Cap Breton avec la forteresse de Louisbourg . Ce retour au statu quo ante mécontente les Anglo-Américains à un moment où débute la lutte pour le contrôle des grands espaces de l’Ouest américain.

### La stratégie française
Elle est ambitieuse et elle est définie dès septembre 1748, par le rapport au roi du gouverneur La Galissonière. Ce document met l’accent sur l’importance de l’Ouest américain pour les intérêts français à long terme, dans la mesure où le conflit franco-britannique est désormais une donnée majeure de la politique mondiale.
Le pays des Illinois, tribus amérindiennes alliées de la France, n’a pas grande valeur du point de vue économique. Les postes qu’on y entretient sont même, pendant longtemps, une lourde charge financière pour la colonie : tout le matériel et le ravitaillement des garnisons doit être amené du Canada, parfois même de la métropole. Les marchandises qu’on y propose aux Indiens doivent être vendues à perte, afin de lutter contre la concurrence britannique. Pourtant ces postes sont indispensables pour l’avenir de la colonie car ils représentent une barrière à l’expansion britannique et ils permettent la domination française sur les Autochtones jusqu’à la Louisiane.
Le Canada n’est pas particulièrement prospère. Son commerce, en déclin, se limite à un chiffre d'affaires de 150 000 livres par an et les Britanniques, mieux placés, fournissent de meilleurs produits à meilleur marché. En attendant d’en faire une éventuelle colonie de peuplement en mettant en valeur ses espaces agricoles, la Nouvelle-France a une grande valeur stratégique car les Britanniques attachent une telle importance à leurs treize colonies américaines qu’ils sont prêts à distraire des forces importantes, pour les défendre, force qu’ils ne pourront employer en Europe.
Or si la vallée de l’Ohio, qui relie les Grands Lacs au Mississippi, est abandonnée, le commerce du Canada est perdu, la Louisiane menacée et le Mexique, qui appartient à l’allié espagnol est également menacé. Il faut donc encercler les Treize colonies pour inquiéter le gouvernement de Londres, qui immobilisera flotte et armée. On pourra sauver le commerce français avec les Antilles et mettre un terme à l’expansion britannique sans même avoir une marine pour lutter à armes égales avec la Royal Navy...
En construisant des forts dans l’Ohio, on pourrait très bien se passer de la flotte qui correspondrait normalement à l’importance des intérêts économiques et coloniaux de la métropole. Ce raisonnement particulièrement audacieux correspond aux nécessités de l’heure (la grande infériorité navale de la marine de guerre française) et préfigure la stratégie de Napoléon, qui, avec le blocus continental, croyait pouvoir vaincre le Royaume-Uni après Trafalgar sans disposer d’une flotte de guerre capable de vaincre la Royal Navy. Que cette réflexion stratégique viennent d’un homme qui est membre de la marine royale – presque tous les gouverneurs du Canada en sont issus – ne doit rien au hasard.

### La montée des tensions (1748 - 1754)

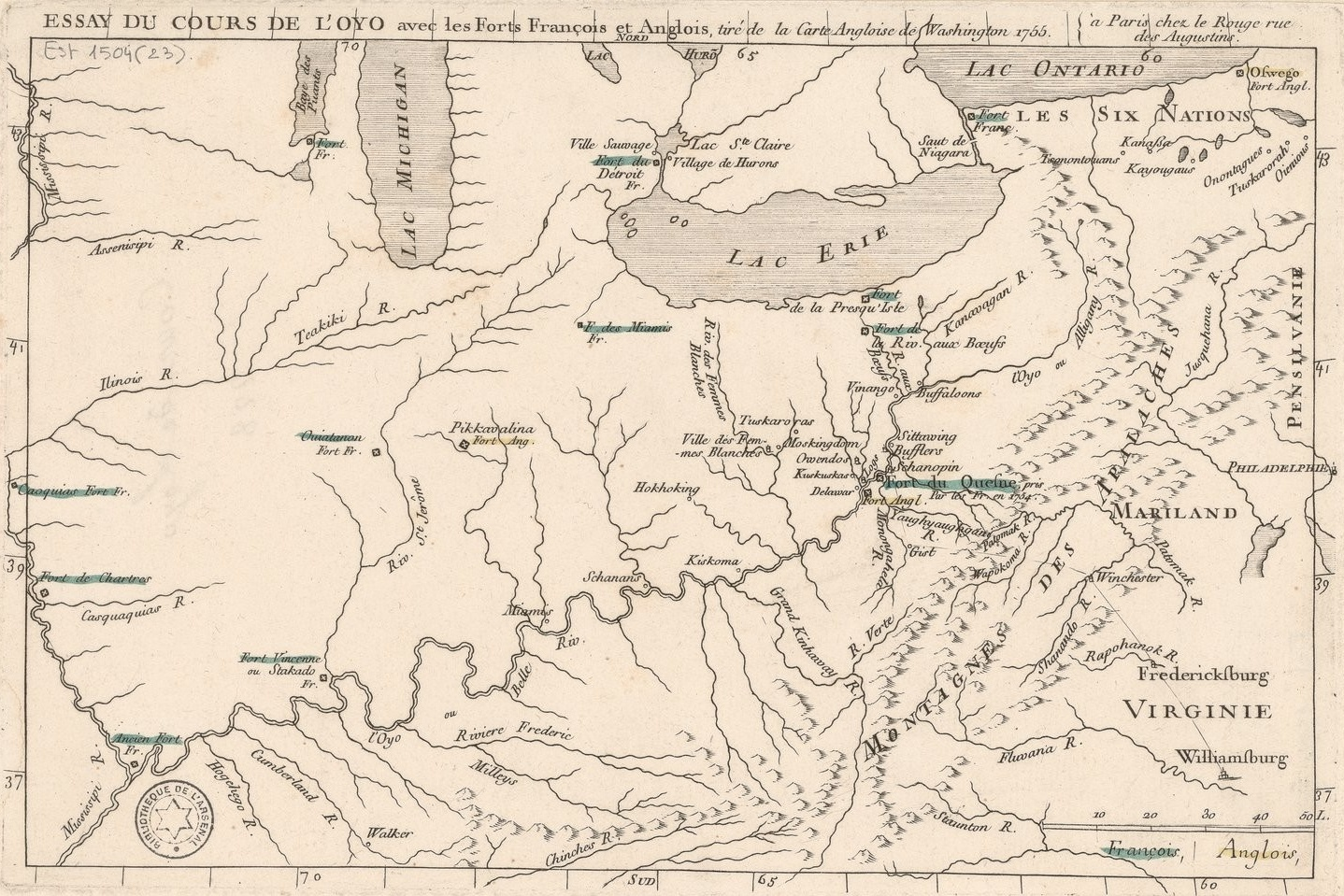
Carte de la vallée de l’Ohio en 1755. Surligné en bleu : les forts français ; surligné en jaune : les forts britanniques.

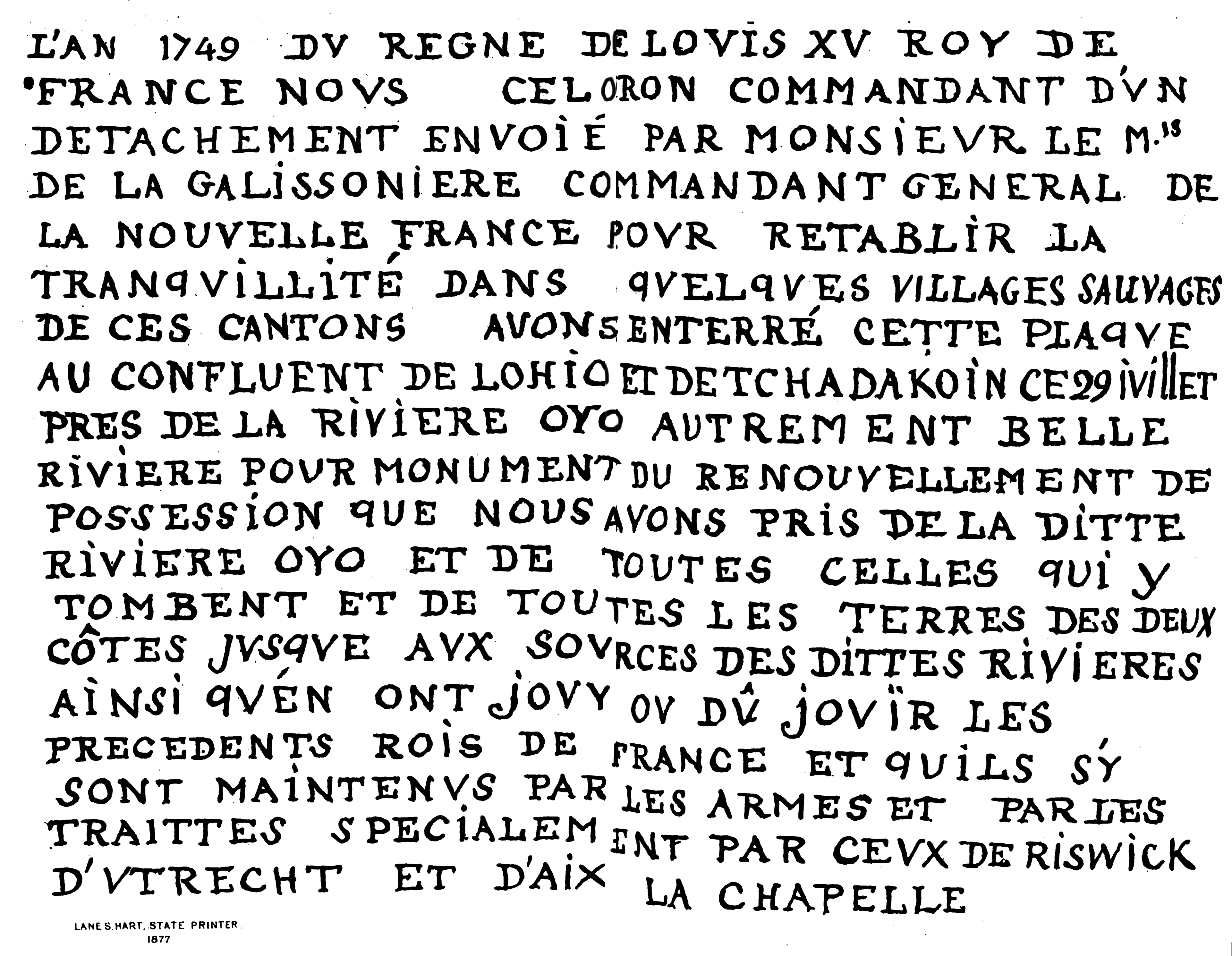
Copie de l’une des plaques de plomb enterrées en 1749 par Céloron de Blainville pour affirmer la souveraineté française sur l’Ohio.

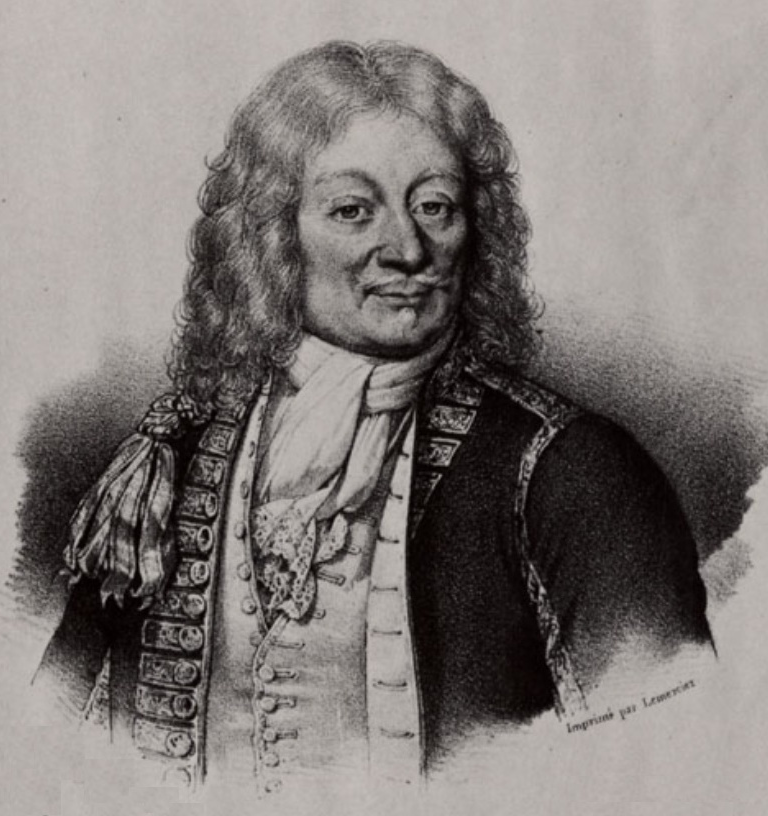
Le gouverneur du Canada, Duquesne de Menneville, fait construire en 1753 -1754 une série de forts pour acter la prise de possession de l'Ohio par la France.

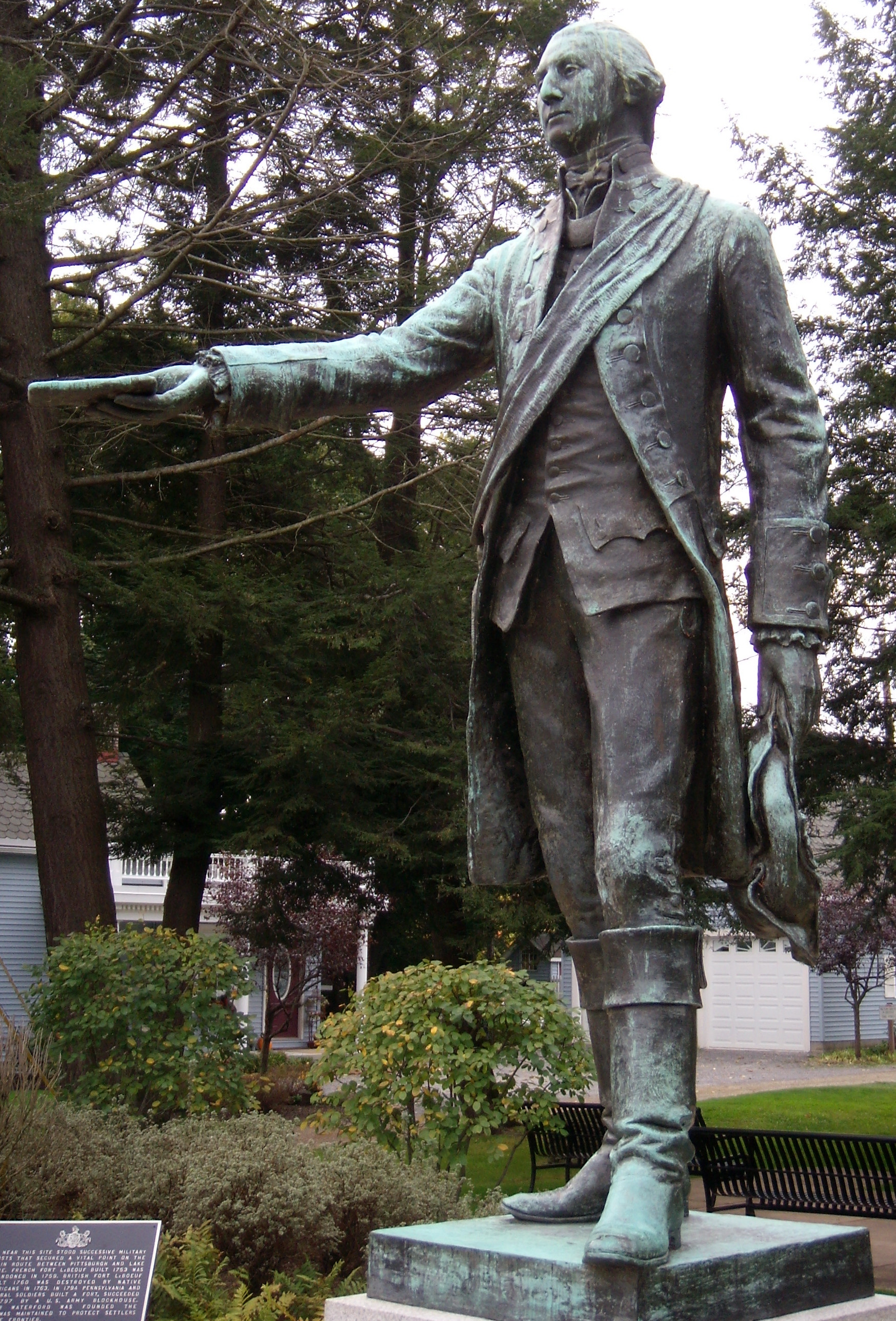
Le jeune George Washington remettant une missive aux Français lors de sa première mission, en 1753 (statue de 1922 à Fort Le Bœuf).

Dès 1749, Français et Britanniques reprennent leur marche en avant en Amérique du Nord. Pour surveiller Louisbourg et avoir un port où faire hiverner ses escadres, Londres décide d’établir 3 000 colons protestants dans la baie de Chibouctou et y fonde le port d’Halifax. Le général Cornwallis s’y installe en tant que gouverneur de la Nouvelle-Ecosse. Cette même année, les Anglo-Américains décident de s’emparer de l’Ohio à partir de la Virginie car ils ont besoin de terres nouvelles. Ils créent la Compagnie de l’Ohio, dotée d’une charte royale, dont le but est la répartition et la mise en valeur de 500 000 acres de terres « vierges », c'est-à-dire prises aux Autochtones. Cette affaire reçoit le plein appui des spéculateurs, des milices et des planteurs les plus riches (le jeune George Washington a des intérêts dans l’affaire).
En application du programme défini par La Galissonière, les Français décident de leur barrer la route et de s’implanter militairement dans l’Ohio. En 1749, le gouverneur français envoie 230 hommes, consistant en un amalgame de miliciens canadiens, de troupes de marines et d’Autochtones  Abénaquis. Leur mission est de décrire, d’effectuer des reconnaissances, de dresser des cartes et de planter les armes de la France. Céloron de Bienville, major de Détroit qui commande l’expédition, y enterre des plaques de plomb pour acter la prise de contrôle française. Il constate surtout que les Britanniques sont déjà bien implantés dans la région et que l’influence de la France sur les Autochtones est déclinante. En 1752, est lancée la première offensive française : Langlade, un métis franco-amérindien à la tête d’une troupe de Chippewas et d’Ottawas, balaye, lors d’un raid de terreur toutes les implantations britanniques dans la région. Il détruit Pickawillany, leur base la plus avancée chez les Miamis, tue un de leurs chefs pro-britanniques et reprend le contrôle des tribus.
La Jonquière, successeur de La Galissonière en 1749, s’est efforcé d’être moins menaçant, plus persuasif, mais en 1752, lui succède Duquesne de Menneville, qui reprend sans ménagement la politique de La Galissonière et décide de passer à l’étape suivante : l’implantation de forts occupés en permanence. La campagne de 1753 lancée avec une forte troupe de 2 200 hommes commandées par Paul Marin de la Malgue, un vétéran des troupes de marine (300 soldats, 200 Autochtones, 1 700 miliciens) est un semi-échec. Elle essuie de lourdes pertes dues aux conditions naturelles et Paul Marin, qui se tue littéralement à la tâche, meurt d’épuisement après avoir tenté de diriger tambour battant la construction de trois forts.
En revanche, la campagne de 1754, qui permet d’achever les travaux lancés par Paul Marin de la Malgue est un succès complet. Commencée, selon la tradition amérindienne, dès le mois de février, elle aboutit à l’installation de 100 hommes à Fort Le Bœuf, sur un affluent de l’Allegheny et de 100 hommes à Presqu’île, sur la rive sud du lac Erié, tandis que Le Gardeur de Saint-Pierre établit le Fort Venango sur la rivière Alleghany. La construction de ces trois forts en à peine plus d’un an est un authentique exploit mais qui pose de redoutables problèmes compte tenu des distances à parcourir pour les ravitailler car pour 500 hommes de garnison établis dans l’Ouest, il en faut 1 500 pour assurer le soutien logistique.
Il a donc fallu augmenter les effectifs. Le Ministre de la marine y a consenti, ce qui montre aussi que la politique expansionniste de La Galissonière définie en 1748-1749 avait été approuvée par le roi. En avril 1750, Louis XV avait décidé d’augmenter le nombre de compagnies franches de la marine présentes dans la vallée du Saint-Laurent en les faisant passer de 28 à 30 et en augmentant le nombre d’hommes de chacune. Il créa aussi une compagnie de canonniers-bombardiers. L’envoi de 1 000 recrues en 1750 permit de faire passer les effectifs de 787 à 1 500 hommes tout en congédiant ceux qui n’étaient plus en état de servir.
L’opération commando de Langlade a semé la consternation chez les Britanniques. Le déploiement, l’année suivante, du gros contingent de l’expédition Marin, fait craindre le pire aux gouverneurs des provinces directement concernées, James Hamilton (en) pour la Pennsylvanie et Robert Dinwiddie pour la Virginie qui détient des actions de la Compagnie de l’Ohio. Ses plaintes trouvent un écho à Londres qui demande le 21 août 1753 à ses gouverneurs de tout faire « même par la force » pour empêcher les incursions françaises. Dinwiddie possède une milice de qualité supérieure à celle de Nouvelle-Angleterre. Il décide de l’utiliser en mettant à la tête d’une petite colonne un jeune homme de 21 ans porteur d’une missive, George Washington, sans expérience en matière diplomatique. Le 11 décembre 1753, il arrive au Fort Le Boeuf. Il y est poliment accueilli par le commandant de la place, Jacques Le Gardeur de Saint-Pierre qui lui promet de transmettre sa lettre au gouverneur Duquesne de Menneville mais l’avertit aussi que les droits du roi de France, son maître, sont « incontestables » sur l’Ohio.
Pendant l’hiver 1753-1754, Dinwiddie, qui sait que Duquesne va reprendre au printemps sa marche en avant, décide de le prendre de vitesse. Il donne l’ordre au capitaine Trent de se rendre sur les fourches de l’Ohio avec un détachement pour y bâtir au plus vite un poste militaire, ce qui est chose faite à partir de la mi-février. Du côté français, comme Dinwiddie l’avait prévu, Duquesne ne reste pas inactif. Il charge Claude-Pierre Pécaudy de Contrecœur, d’achever la ligne des trois forts commencée en 1753 en édifiant un ouvrage significatif sur la même position que celle choisie par Dinwiddie. Le 16 avril, Contrecœur et ses hommes arrivent au fortin bâti par les Virginiens. La cinquantaine d’hommes qui l’occupent capitulent sans combattre et évacuent la place. Contrecœur fait démolir le fortin et y édifie fort Duquesne. L’ouvrage est considérable : avec fort Niagara et fort Détroit, c’est la construction militaire la plus imposante réalisée par les Français sur le continent américain. Fort Duquesne (aujourd’hui Pittsburgh), place hautement stratégique, est appelé à jouer un rôle capital dans la sécurisation de la route vers la Louisiane.
Fin mai, alors que la construction du fort va bon train, Contrecœur apprend l’arrivée dans le secteur d’une nouvelle force virginienne. Il s’agit des 200 hommes de George Washington, promu lieutenant-colonel de la milice, et chargé par Dinwiddie d’aller renforcer la petite garnison que les Français viennent de déloger. En cours de route, il est rejoint par le groupe d’alliés iroquois du chef Tanaghrisson. Contrecœur charge l’enseigne Coulon de Jumonville de se porter à sa rencontre avec un petit détachement pour le sommer de quitter la région. Il est abattu dans des circonstances obscures alors qu’il cherche à parlementer (pendant longtemps, on n’a pas clarifié les responsabilités de Washington et de ses alliés autochtones dans la fusillade) et ses compagnons sont capturés. Poursuivi par le frère de Jumonville, Washington s’enferme dans Fort Necessity (un petit fortin de bois hâtivement construit à peu de distance de Fort Duquesne) où il se retrouve cerné. Craignant d’être massacré, il est forcé de capituler le 3 juillet 1754 et de reconnaitre par écrit qu’il y a eu « assassinat » puis est libéré sur parole. Il se rétracte ensuite, affirmant que l’interprète l’a trompé... Quoi qu’il en soit « c’est le seul président des États-Unis à avoir capitulé devant un ennemi » (Luc Lépine) au terme d’une équipée qui relève plus de l’« amateurisme » (Fred Anderson) que d’une véritable opération militaire. Plus ou moins discrédité, il est l’objet de risées et de critiques jusqu’à Londres.

### Les choix diplomatiques et militaires de 1755

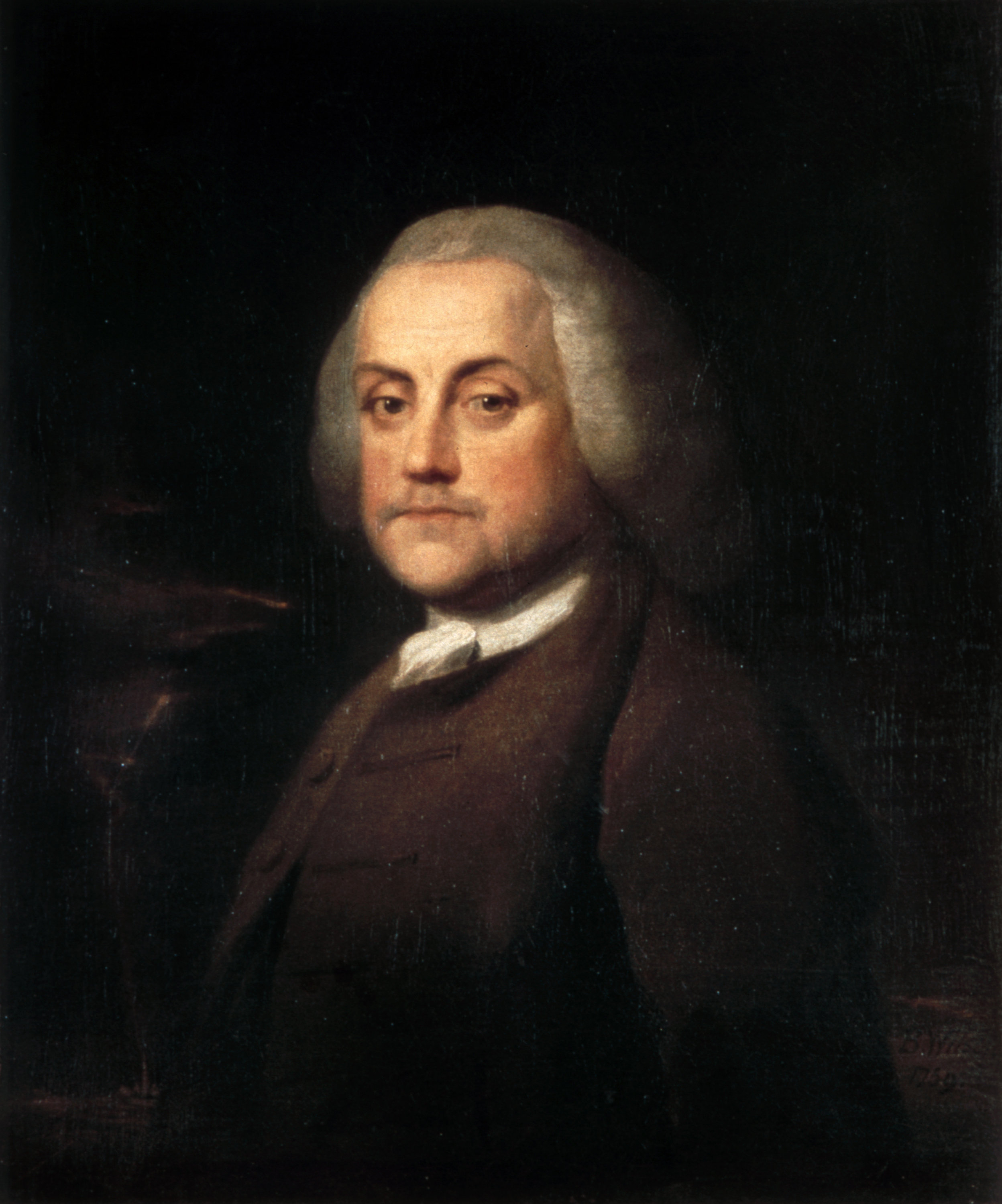
Benjamin Franklin, qui plaide pour l'union des colonies américaines contre les Canada français, vient à Londres demander de l’aide.

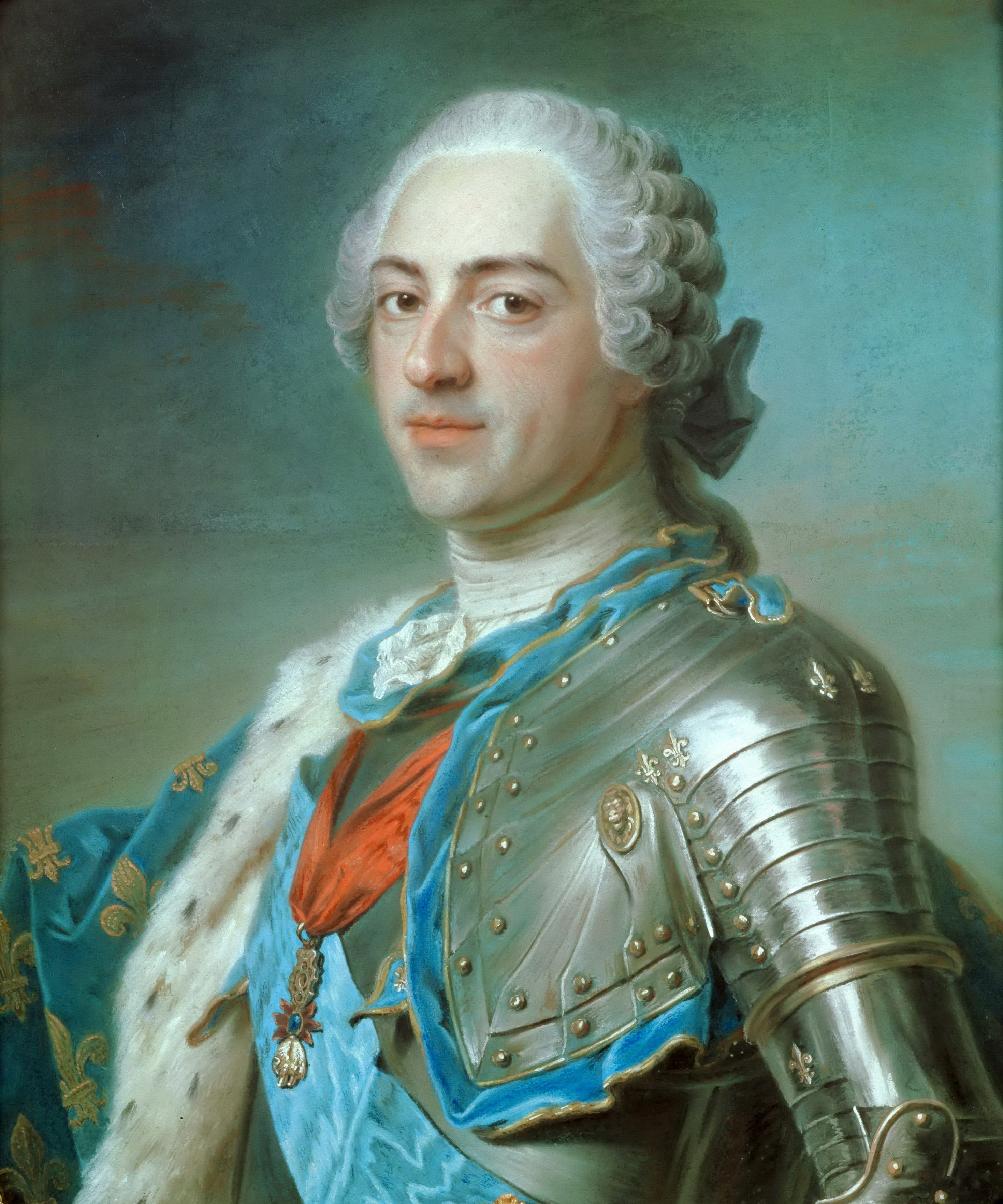
Louis XV veut éviter la guerre avec le Royaume-Uni, mais veut aussi défendre ses intérêts au Canada en y envoyant des renforts.

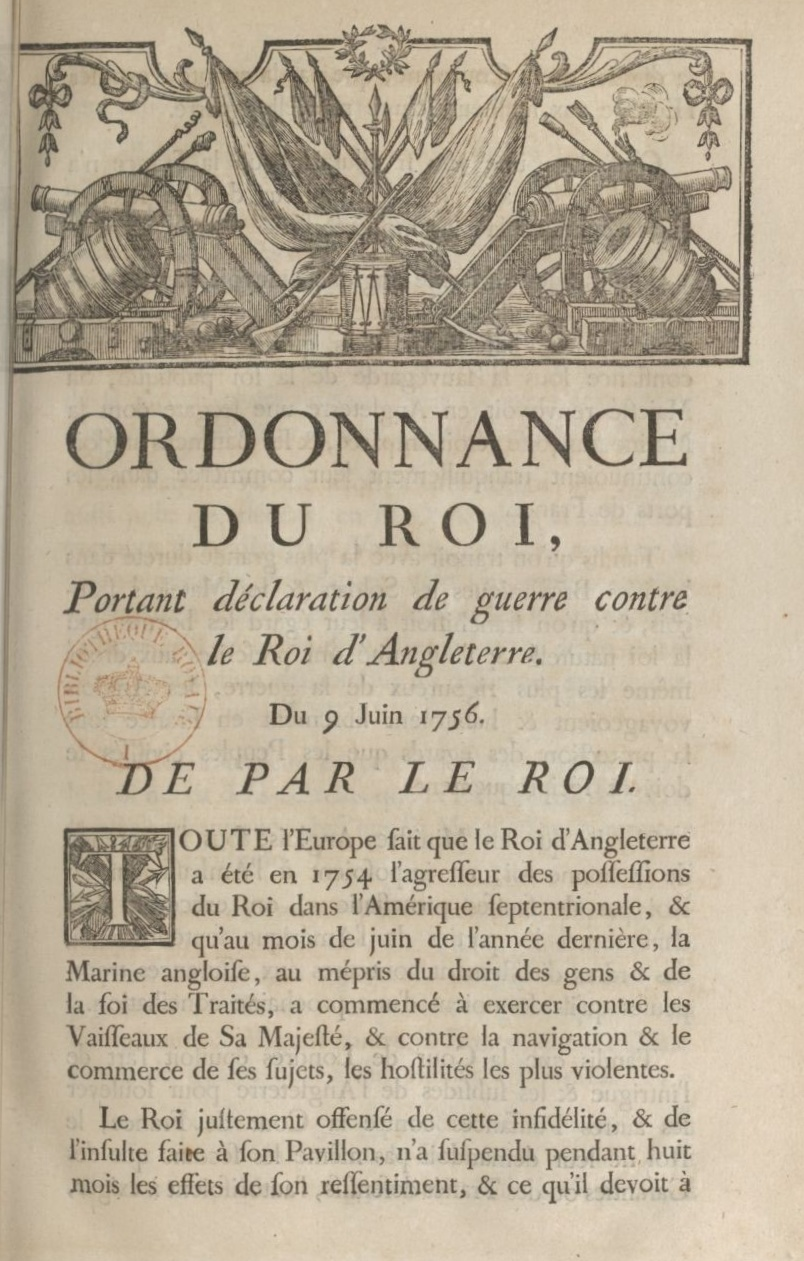
La déclaration de guerre française de juin 1756. Elle fait référence, dans le premier paragraphe, aux rivalités en Amérique du Nord débutées en 1754.

Les succès français de 1754 ont trois conséquences.
D’abord, les Français, après deux campagnes, dominent la vallée de l’Ohio. Sur le terrain, les milices américaines se sont révélées médiocres, ce qui renforce le mépris des Canadiens pour leur adversaire et laisse optimiste le gouverneur Duquesne de Menneville qui écrit en 1754 : « je suis convaincu que nous battrons toujours ces troupes si mal organisées qu’elles ne sont pas du tout opérationnelles ». Les Canadiens vont avoir tendance, dans l’euphorie de la victoire, à sous-estimer l’adversaire. Profitant de ses succès, Duquesne de Menneville s’assure l’appui des Iroquois lors d’un conseil tenu en octobre.
Deuxième conséquence : l’intervention de la Grande-Bretagne. Les avancées françaises enflamment d’abord les opinions publiques dans les treize colonies. Avant même la conclusion de ces succès, un congrès se réunit à partir de juin 1754 à Albany. Benjamin Franklin, le délégué de Pennsylvanie, excite l’assemblée contre le Canada et demande des troupes à Londres. Il propose aussi l’union des Treize colonies afin de coordonner la lutte contre les Français, mais cette proposition, considérée plus tard comme prophétique n’est pas retenue. En réalité, tous les États ne participent pas à cette réunion (la Virginie est absente) et les délégués sont divisés. Les New-Yorkais, qui commercent avec le Canada, sont partisans de la paix tandis que les commerçants en fourrure qui sont en relation avec les Iroquois militent pour l’intervention armée. Le congrès d’Albany ne décide finalement de rien.
C’est de Londres, où l’opinion est de plus en plus remontée contre la France que vient l’intervention militaire, alors même que le gouvernement britannique, dominé par le chancelier de l’Échiquier Henry Pelham et son frère le duc de Newcastle, a longtemps été partisan de l’apaisement. Depuis novembre 1749, une commission spéciale franco-britannique se réunissait à Paris pour régler les problèmes américains. Les délégués des deux pays menèrent jusqu’en juillet 1755 un véritable dialogue de sourd pour tenter de tracer une frontière claire entre les deux Amériques. Mais les positions étaient trop divergentes et les cartes pas assez précises pour y voir clair. En 1754 (ou 1755) Benjamin Franklin vient à Londres pour y soutenir la cause des colons américains et y déclare qu’il n’y a « point de repos à espérer pour nos treize colonies tant que les Français seront maîtres du Canada ». De plus en plus de gens sont de cet avis, encouragés par les gazettes qui mènent campagne contre la France.
En mars 1754, à la mort d’Henry Pelham, le gouvernement britannique ne résiste plus à la vague belliciste qui domine la Chambre des Communes. Les aspirations du lobby colonial sont ardemment soutenues par William Pitt, le ténor ultra-nationaliste qui domine au Parlement. À la fin de l’année 1754, le duc de Newcastle donne son aval à un plan d’action contre la Nouvelle-France et obtient à cet effet le vote d’un crédit d’un million de livres afin de « sauvegarder les justes droits et les possessions de la Couronne en Amérique ». Avec cet argent, il est décidé de lever Outre-Atlantique deux régiments de « réguliers » (l’équivalent des compagnies franches de la marine), et surtout, d’envoyer deux régiments d’infanterie de ligne. Ces quatre régiments sont placés sous le commandement du général Braddock. Il a pour mission, avec l’aide des miliciens de Virginie, de s’emparer de la vallée de l’Ohio tandis qu’une autre opération est préparée en Acadie.
Troisième conséquence : l’appui militaire de la France à sa colonie du Canada. Lorsque la mort de Jumonville est connue en France, la réaction de l’opinion est tout aussi vive qu’en Grande-Bretagne. Plusieurs odes sont composées pour célébrer sa mémoire et flétrir ses assassins. L’ambassadeur de France, Mirepoix, proteste, mais pas au point de rompre. Louis XV, qui veut éviter la guerre, maintient les négociations et relève de son commandement le gouverneur Duquesne de Menneville jugé trop belliciste. Mais le roi veut aussi assurer la sécurité du Canada. Lorsque l’information sur l’expédition Braddock lui parvient, il est aussitôt décidé d’y faire face en envoyant une force équivalente, soit 3 à 4 000 soldats.
Pour la première fois depuis 1665 (régiment de Carignan-Salières), la France envoie des troupes de l’armée de terre au Canada. Huit bataillons sont prélevés sur six régiments différents. Placés sous le commandement du baron de Dieskau, officier général vétéran des guerres d’Allemagne, ils doivent renforcer les garnisons de Louisbourg, Québec et Montréal. Leur mission est strictement défensive ; tandis que l’infanterie métropolitaine défend les villes fortifiées, les troupes de la colonie doivent pouvoir mener des actions offensives dans l’Ouest. Il n’est pas du tout question, à l’origine, pour les troupes de ligne, d’aller faire une guerre à l’européenne avec des moyens aussi réduits.
Ce contingent s’embarque à Brest en avril 1755, dans une escadre de quatorze navires placée sous le commandement du lieutenant général Dubois de La Motte. Elle est composée pour l’essentiel de vaisseaux armés en flûte (onze), c’est-à-dire en transporteurs faiblement artillés. L’envoi de ce renfort, perçu comme intolérable par Londres, provoque aussitôt une surenchère militaire. Edward Boscawen, qui commande l’escadre d’Amérique à Halifax, reçoit l’ordre de l’intercepter à l’entrée du Saint-Laurent en capturant ou en coulant sans préavis tous les bâtiments français. Le 8 juin 1755, au large de Terre-Neuve, deux vaisseaux français isolés sont capturés après une violente canonnade (voir la guerre navale ci-après). La guerre entre la France et le Royaume-Uni n’est pas encore déclarée (elle ne le sera officiellement qu’en juin 1756). Elle vient pourtant de commencer, après des années de montée des tensions en Amérique.

## La rupture progressive des liens navals avec la France

### Résistance (1755 - 1757)

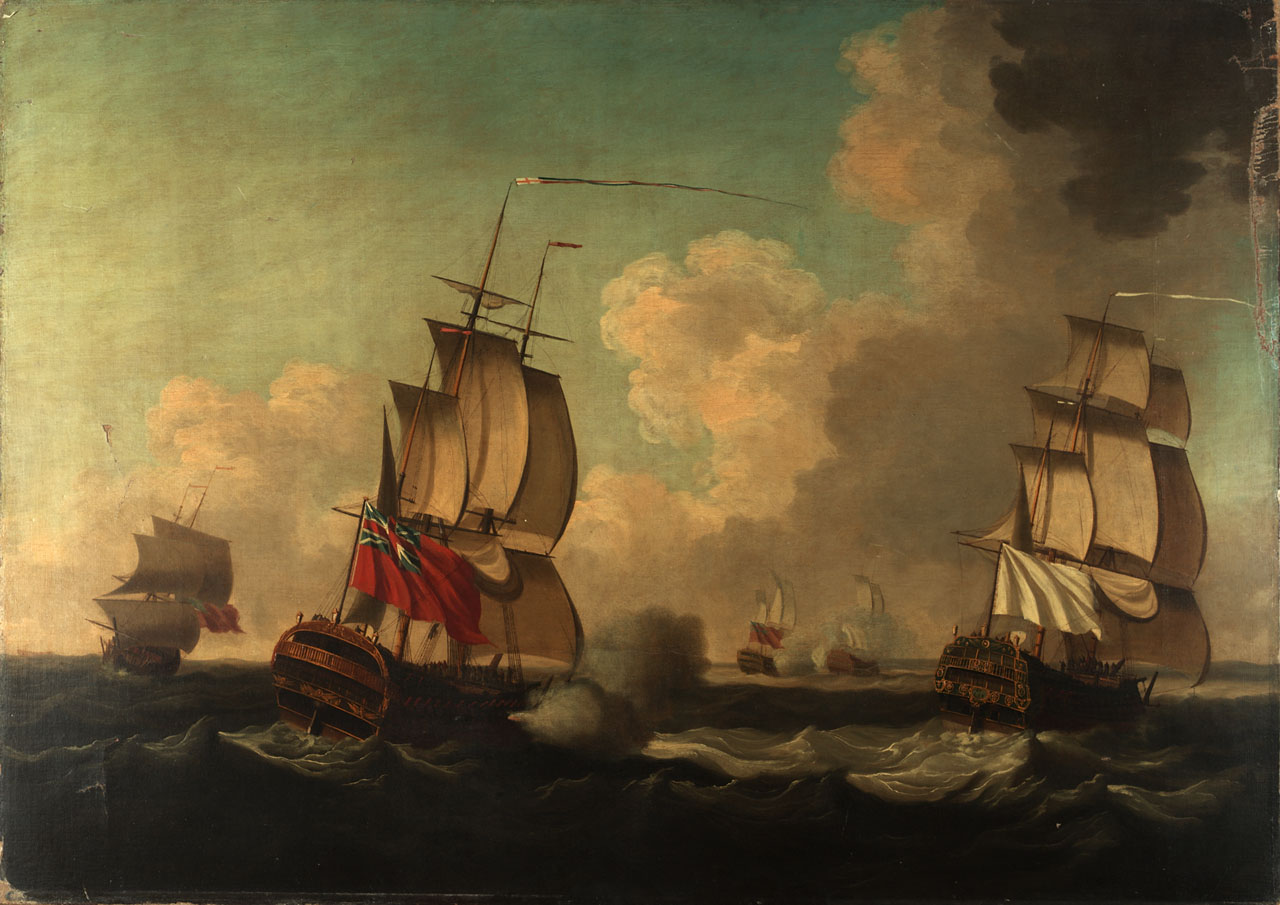
Le combat du 8 juin 1755 ouvre les hostilités navales entre la France et le Royaume-Uni au large de Terre-Neuve.

Sur le plan naval, la guerre s’annonce dès le départ très délicate pour la France. Louis XV a consenti, après les pertes de la guerre de Succession d’Autriche, à un réel effort de modernisation de sa flotte. Les plus vieilles unités ont été mises à la casse et quarante-trois vaisseaux ont été lancés entre 1748 et 1755. Malgré cela, les Français se retrouvent grosso modo à un contre deux : soixante vaisseaux et une trentaine de frégates contre cent-vingt vaisseaux et soixante-quinze frégates pour la Royal Navy. Outre le Canada, il faut aussi ravitailler et défendre les Antilles françaises, les comptoirs sur les côtes d’Afrique et ceux de l’Inde. « Du côté français, tout dépend de la mer, même si les colons canadiens et leurs alliés indiens retardent l’échéance » (Patrick Villiers).
Pendant toute l’année 1754 la tension ne cesse de monter, mais Londres et Versailles restent officiellement en paix. Au printemps 1755, les hostilités s’engagent sans déclaration de guerre lorsque la Royal Navy tente d’intercepter au large de Terre-Neuve un gros convoi de quatorze bâtiments porteur de 3 à 4 000 soldats à destination des garnisons du Canada (voir aussi ci-dessus). C’est un semi échec : deux navires seulement sont capturés (un escorteur et un transporteur), mais à l’automne, la marine britannique réussit une immense rafle en s’emparant de trois-cents navires de commerce dans l’Atlantique. Elle capture ainsi plus de 6 000 marins qu’elle refuse de relâcher pour affaiblir le fragile réservoir humain de 50 000 matelots seulement dont dispose la France.
Malgré cela, grâce à la qualité de ses chefs (Beaussier de L'Isle, Dubois de La Motte), la marine française réussit encore en 1756 et 1757 à ravitailler le Canada. En 1756, trois vaisseaux et trois frégates partis de Brest transportent Montcalm et 1 500 hommes qui débarquent sans accroc à Québec malgré les patrouilles britanniques. En 1757 les efforts se concentrent sur la défense de Louisbourg, qui verrouille l’accès au Saint-Laurent. Trois divisions françaises parties séparément de janvier à mai y font leur jonction, soit dix-huit vaisseaux et cinq frégates. Elles y restent jusqu’à l’automne. Cette concentration navale impose le respect aux Britanniques qui disposent pourtant de forces équivalentes (dix-neuf vaisseaux, treize frégates ou corvettes) et d’un corps de débarquement. Ils n’osent pas attaquer puis se font balayer des parages de l’île Royale par une tempête. C’est la dernière opération victorieuse de la marine française dans cette guerre.

### Effondrement (1758 - 1762)

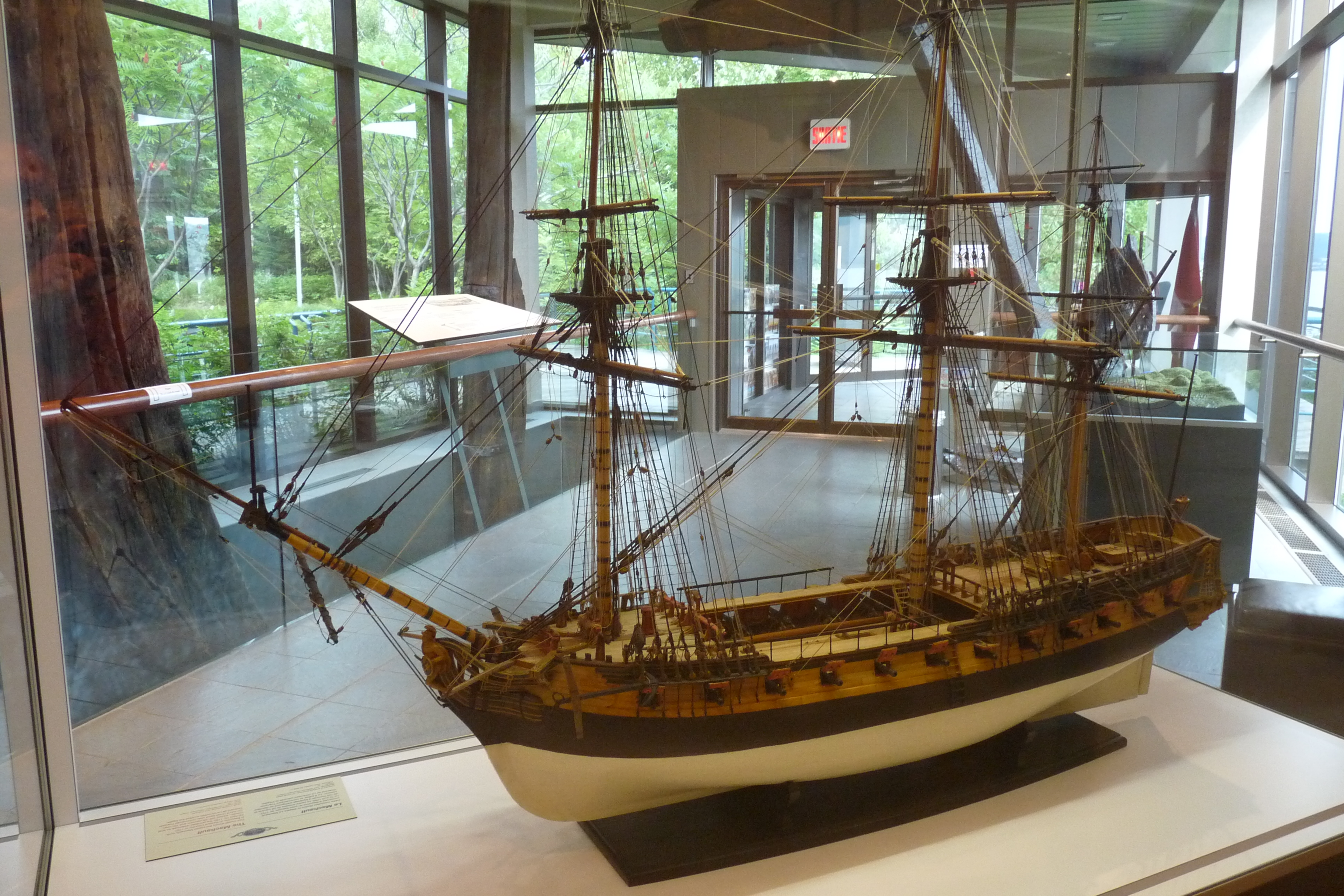
Modèle réduit du Machault, l’un des derniers navires français à avoir tenté de ravitailler le Canada en 1760.

1758 est l’année charnière du conflit. L’escadre qui revient de Louisbourg est minée par le typhus. Elle contamine la ville de Brest et ses environs, y faisant plus de 10 000 morts. Cette catastrophe sanitaire désorganise complètement les armements bretons alors que la Royal Navy, inlassablement, continue ses rafles de navires civils (pêche, cabotage, commerce) pour tarir le recrutement des équipages militaires. Les difficultés sont aussi financières : à Toulon, les marins qui n’ont pas été payés depuis un an désertent en masse. Six vaisseaux réussissent cependant à être armés à destination des Antilles et du Canada, mais ils ne parviennent pas à franchir le détroit de Gibraltar barré par des forces très importantes (les dix-huit vaisseaux de Saunders et d’Osborn). Ils se réfugient dans un port espagnol pour y attendre des renforts (dont une partie est capturée) puis doivent finalement rentrer sur Toulon.
Les navires partis de l’Atlantique (Brest, Rochefort) qui réussissent à franchir le blocus sont désormais insuffisants pour empêcher les Britanniques d’attaquer Louisbourg. Ils le font avec des forces encore plus importantes que l’année précédente : vingt à vingt-deux vaisseaux, quinze à dix-huit frégates, cent à cent-cinquante bâtiments de charge embarquant une armée de 12 à 14 000 hommes. Louisbourg, défendue par 3 000 hommes doit capituler pendant l’été. Les six vaisseaux et les frégates qui y avaient apporté quelques renforts et que l’on n’a pas cru bon de laisser repartir tant que c’était encore possible sont détruits ou capturés. Un seul navire réussit à s’échapper : une frégate corsaire qui file – en vain – sur Bayonne demander de l’aide. Un vaisseau solitaire arrivé tardivement a préféré rebrousser chemin à la vue du dispositif britannique... La défaite de Louisbourg est en partie masquée par le succès terrestre de Montcalm au fort Carillon. Elle ouvre cependant la porte du Saint-Laurent à la flotte britannique.
À l’automne 1758, Bougainville, trompant le blocus sur un petit navire corsaire, vient demander des renforts en dressant un portrait très sombre de la situation à Québec. Il repart en mars 1759 avec un petit convoi de vivres et 400 soldats, juste à temps pour participer à la défense de la ville assaillie en juin 1759 par vingt-deux vaisseaux, vingt-deux frégates et soixante-dix bâtiments de charge porteurs d’une armée de 10 000 hommes. Des brûlots sont lancés contre les bâtiments britanniques. En vain. Québec capitule le 18 septembre, après un long siège et une bataille mémorable (voir ci-dessous).
Le gouvernement de Louis XV a-t-il « abandonné » Québec alors qu’il savait que la ville serait l’objectif de 1759 en Amérique du Nord ? Les propos malheureux du ministre de la marine à Bougainville – « on ne cherche point à sauver les écuries [c'est-à-dire le Canada] quand il y a le feu à la maison [en Europe] » – peuvent le laisser croire. En fait, le sort du Canada s’est aussi décidé dans les eaux européennes : en 1759, Versailles a joué le tout pour le tout en voulant concentrer l’escadre de Toulon et de Brest afin de débarquer une puissante armée en Grande-Bretagne pour y sceller le sort de la guerre. Le succès de ce plan aurait contraint le Royaume-Uni à capituler chez elle et aurait sauvé, par contrecoup, le Canada. Mais les escadres françaises ont été balayées aux batailles de Lagos et des Cardinaux, laissant la maitrise des mers à la Royal Navy et précipitant la chute de presque tout l’empire français.
En avril 1760, un renfort symbolique de cinq navires marchands porteurs de vivres, de munitions et de 400 soldats escortés par une frégate tentent encore de forcer le passage. Tous sont capturés ou détruits, sans rien changer au sort de Montréal qui capitule en septembre de cette année. En 1762, dans un ultime effort, les Français tentent de se saisir de Terre-Neuve. Une petite force de deux vaisseaux, une frégate et deux flûtes porteuses de 570 hommes réussit à débarquer à Saint-Jean (juin) et à détruire des centaines de navires de pêche. Mais ce succès est sans lendemain car le petit corps expéditionnaire est défait à la bataille de Signal Hill et la Royal Navy qui a beaucoup plus de navires, reste maitre de la région. Ce combat isolé signe la fin du conflit en Amérique du Nord et la perte définitive du Canada Français.

## La guerre sur le continent américain

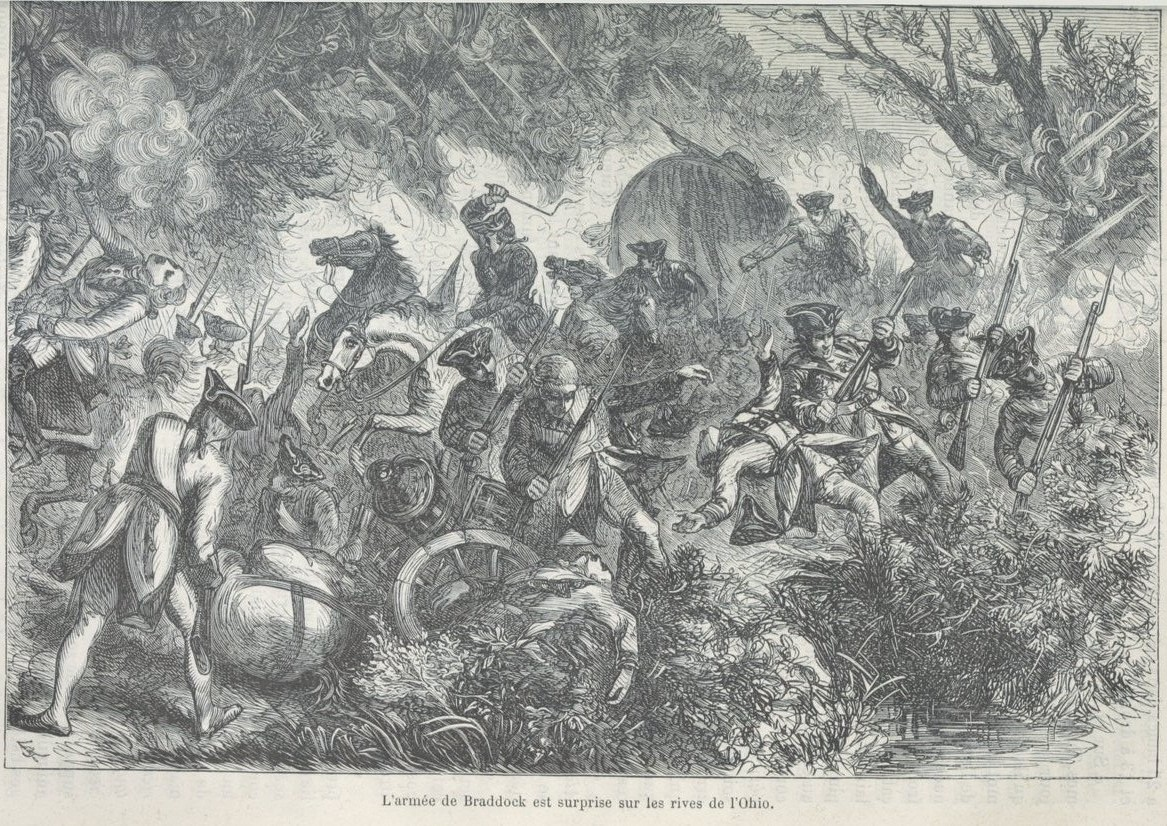
L’armée de Braddock tombant dans l’embuscade tendue par les Français et de leurs alliés autochtones à la bataille de la Monongahela.

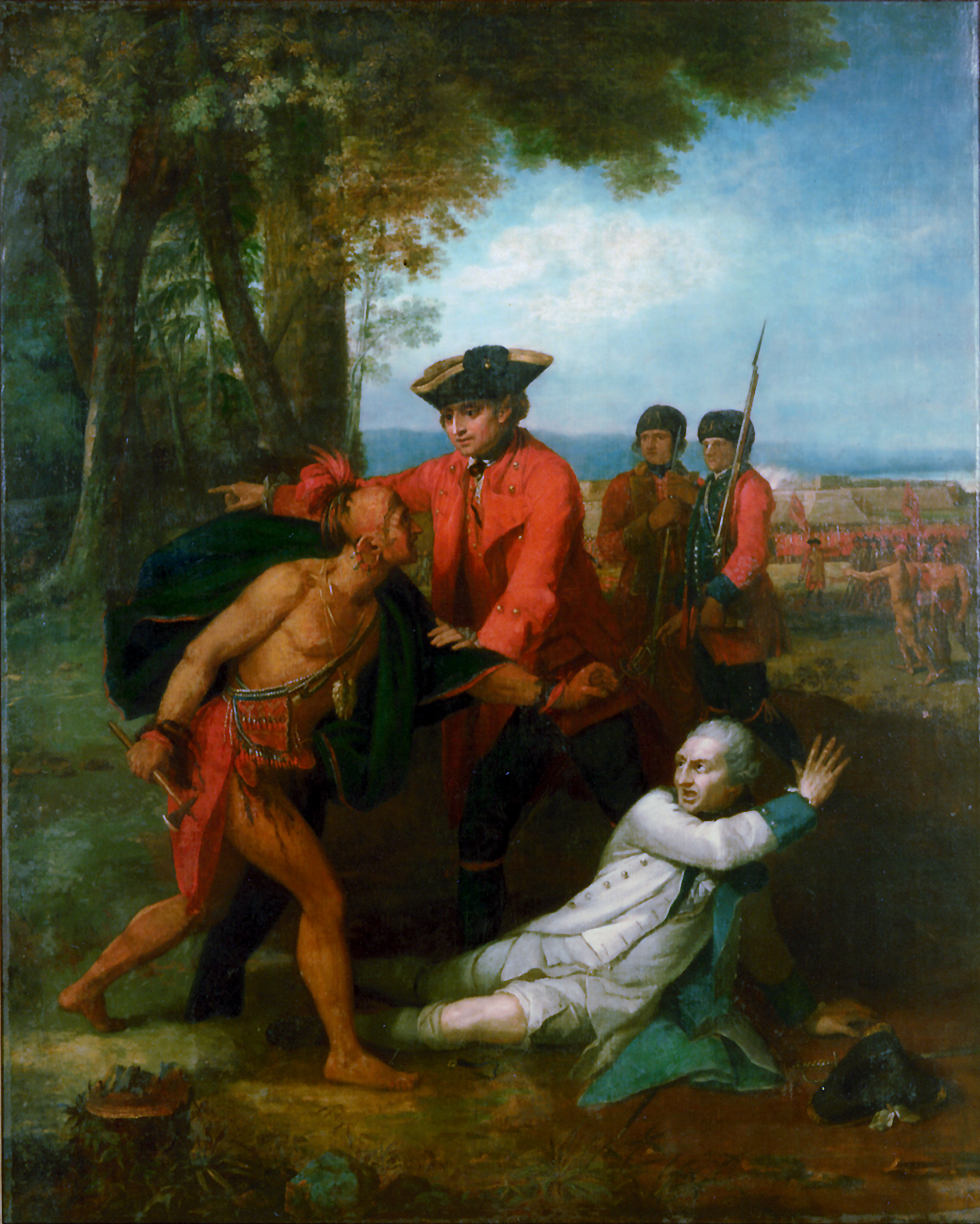
Le baron de Dieskau capturé par les Britanniques et leurs alliés autochtones au combat du lac George.

### La campagne de 1755
Il n’est pas certain que l’envoi du corps expéditionnaire de Dieskau soit un si bon choix pour la défense du Canada. En effet, les troupes de l’armée de terre sont mal adaptées à la guerre coloniale : les longues marches, les rigueurs du climat canadien, l’abandon de la tactique classique du combat en ligne pour le combat en tirailleur diminuent fortement leurs capacités opérationnelles. S’y ajoute la dualité du commandement qui va se révéler néfaste à la bonne marche des opérations, car ni Dieskau, (et ni son successeur Montcalm) ne vont être de véritables subordonnés du marquis de Vaudreuil, le nouveau gouverneur du Canada, en dépit des instructions formelles du roi. Dieskau ne conçoit la guerre qu’à l’européenne, c'est-à-dire selon les « règles », et méprise la « petite guerre » qui s’est pourtant révélée très efficace jusque là. Or il n’en a pas véritablement les moyens, mais ne comprend pas la spécificité de la guerre « à l’américaine », liée à l’espace, aux difficultés de ravitaillement, à la collaboration nécessaire avec les Autochtones . Ces erreurs de conception vont coûter cher au corps expéditionnaire. Cependant, les officiers britanniques partagent les mêmes préjugés et la campagne de 1755 va se révéler dans l’ensemble bénéfique pour les Français.
Transporté par l’escadre du commodore Keppel, le général Edward Braddock débarque en Amérique le 16 février 1755. Il y prend son poste de commandant en chef et prépare l’attaque principale contre la Nouvelle-France. Optimiste, il compte se saisir facilement de Fort Duquesne, puis prendre les autres postes français jusqu’à Fort Niagara. George Washington lui sert d’aide de camp volontaire. Il tente de recruter des Autochtones  provenant de tribus qui ne sont pas alliées aux Français, mais sans succès. Nombres d’Autochtones de la région, comme le chef delaware Shingas, restent neutres. La faute en revient exclusivement à Braddock qui s'est montré particulièrement arrogant avec les Autochtones, malgré les tentatives de conciliations du gouverneur Shirley et du surintendant des affaires indiennes Johnson. Moins d’une dizaine d’Autochtones vont participer à l’expédition.
Braddock quitte le Maryland le 29 mai 1755. Alors qu’il a minutieusement préparé son armée, il commet l’erreur tactique de se lancer à travers les bois avec une colonne de 2 200 hommes alourdie par de l’artillerie et des bagages, exactement comme s’il s'agissait de faire campagne dans les Flandres ou en Allemagne. Il est faiblement soutenu par les colons américains qui n’ont pas été consulté sur les choix opérationnels. Seul Benjamin Franklin, alors directeur des postes de Pennsylvanie, remplit son engagement de fournir cent-cinquante chariots. La lourde colonne avance lentement dans les forêts en traçant une route pour faire passer l’artillerie, ce qui laisse le temps aux éclaireurs de la repérer. En face, Charles de Langlade, Liénard de Beaujeu et Jean-Daniel Dumas rassemblent une troupe franco-amérindienne de 850 hommes détachée depuis Fort Duquesne et qui combattent selon la tactique de la « petite guerre ». Le 9 juillet, ils surprennent les Anglo-Américains sur les rives de la Monongahela et les mettent en déroute après une furieuse bataille. Braddock est tué, 1 500 de ses hommes sont mis hors de combat (blessés ou tués), tandis que tout son bagage (y compris ses archives), toute son artillerie et 400 chevaux tombent entre les mains des Franco-Autochtones , dont les pertes sont faibles. Les Autochtones ont joué un rôle essentiel dans cette bataille.
En revanche, le baron de Dieskau connait un grave échec, pour avoir voulu appliquer la tactique européenne, c'est-à-dire les mêmes méthodes que Braddock. Les documents collectés à la bataille de la Monongahela montrent que les New-yorkais veulent envahir le Canada par le lac Champlain. Vaudreuil confie 1 500 hommes à Dieskau, qui descend la rivière Richelieu pour affronter la milice coloniale du colonel William Johnson. Dieskau attaque Fort Edward sur l’Hudson, tombe dans une embuscade, est blessé puis fait prisonnier le 8 septembre 1755. Les Britanniques en profitent pour construire fort William Henry, au sud du lac George. Pour neutraliser cette nouvelle position, les Français construisent aussitôt Fort Carillon, entre le lac Champlain et le lac George. Ces deux établissements renforcent la « frontière militaire » qui sépare les deux Amériques.
Au printemps 1755, un autre échec militaire avait précédé celui de Dieskau au lac George : les Anglo-Américains avaient réussi leur offensive sur le nord de l’Acadie. En juin, les miliciens de Boston (environ 2 000 hommes embarqués sur une trentaine de navires), commandés par le colonel Monkton, s’étaient emparés, après un bref siège des forts Beauséjour et Gaspareaux. Ces établissements isolés et défendus par de faibles garnisons étaient la clé de l’isthme de Chignectou qui rattachait la Nouvelle-Ecosse à l’Acadie restée française. À la suite de ce coup demain (facilité par une longue opération d’espionnage  ) l’armée britannique envahit l’Acadie au nord de la baie de Fundy. Cette occupation ouvrit la porte à une véritable opération de nettoyage ethnique : le « grand dérangement », qui venait de commencer dans l’Acadie britannique.

### La déportation des Acadiens

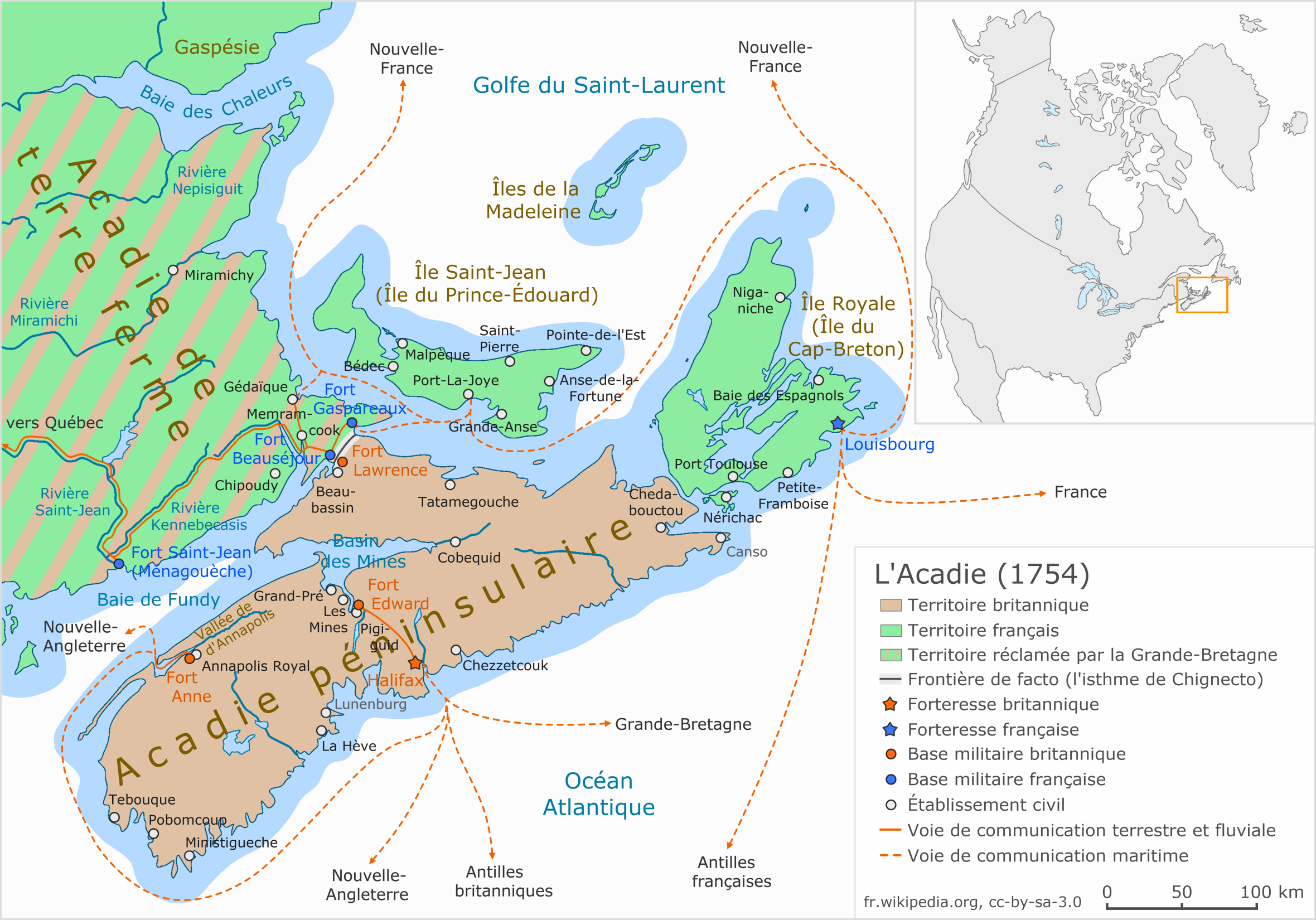
L’Acadie en 1754, à la veille du « Grand Dérangement ».

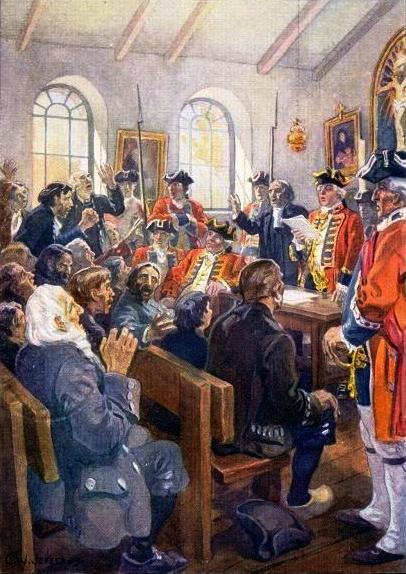
Lecture de l'ordre de déportation des Acadiens à Grand-Pré en 1755.

La déportation des Acadiens en 1755, fait partie des évènements que les Historiens classent dans la période dite du « Grand Dérangement » et qui s’étire jusqu’à la fin du XVIIIe siècle. L’expression désigne l’expropriation massive et la déportation des Acadiens, peuple francophone d'Amérique, lors de la prise de possession, par les Britanniques, d'une partie des colonies françaises en Amérique.
Après l’annexion de 1713, 10 000 paysans français étaient demeurés en Acadie. Fort des garanties accordées par le traité d’Utrecht, ils étaient passés sous le contrôle de l’autorité britannique. Considérés comme « Français neutres » depuis 1730, ils s’étaient tenus tranquilles pendant la guerre de Succession d’Autriche, malgré les sollicitations canadiennes, ce qui n’empêchait pas les gouverneurs britanniques de les redouter et de multiplier, à leur égard, les mesures de surveillance. Le clergé catholique était particulièrement visé car il jouait un rôle central dans la direction des communautés acadiennes.
En 1750 – 1754 les Acadiens sont au nombre d’environ 17 000, dont 13 000 en Nouvelle-Écosse, les autres étant installés à Cap Breton, dans l’île Saint-Jean (aujourd’hui île du Prince-Édouard) et dans la péninsule (aujourd’hui le Nouveau-Brunswick). Contrairement aux stipulations du traité d’Utrecht, l’administration britannique gène l’exercice du culte catholique puis essaie de leur imposer, en juin 1755, un serment d’allégeance à la Couronne britannique. Les Acadiens refusent, surtout par crainte du service militaire. Poussés par des agents français et le clergé catholique, ils se soulèvent contre la Couronne britannique.
La riposte britannique est brutale : le gouverneur Charles Lawrence décide la déportation des 8 000 Acadiens qu’il accuse de faire du renseignement pour les autorités de Louisbourg et de pousser les Autochtones Micmacs et Abénaquis à attaquer les établissements britanniques, tandis que les missionnaires comme le père Le Loutre prêchent la résistance aux Britanniques. Avec la chute de fort Beauséjour et Gaspareaux, c’est sur l’Acadie restée française en 1713 que déborde l’opération de nettoyage ethnique. En juillet, le conseil d’Halifax décide de déporter les 6 000 Acadiens qui restent sous tutelle britannique.
Les Acadiens sont traités sans ménagement par le colonel Monkton, qui parcourt le pays pour détruire les villages, les églises et rassembler les populations avant leur transfert. Des scènes dignes des conflits du XXe siècle se produisent : des familles sont dispersées avant leur déportation dans d’autres colonies britanniques (où elles sont très mal reçues) ou vers la Louisiane. 4 000 Acadiens succombent victimes des mauvais traitements. 1 200 personnes sont cachées par les Micmacs dans les bois, mais beaucoup meurent de froid et de faim tandis que d’autres sont pourchassés par les Britanniques comme rebelles et hors-la-loi. Certains reviennent s’établir en France (à Belle-Ile ou dans le Poitou). Environ 20 % de la population d'Acadie réussit à s'enfuir au Québec. Avec l’arrivée de colons britanniques sur les terres prises aux Acadiens, le peuplement de la région se retrouve bouleversé.

### La campagne de 1756

#### Victoires françaises

Les principales batailles ou sièges de 1754 à 1760 entre l'Amérique britannique et l'Amérique française.

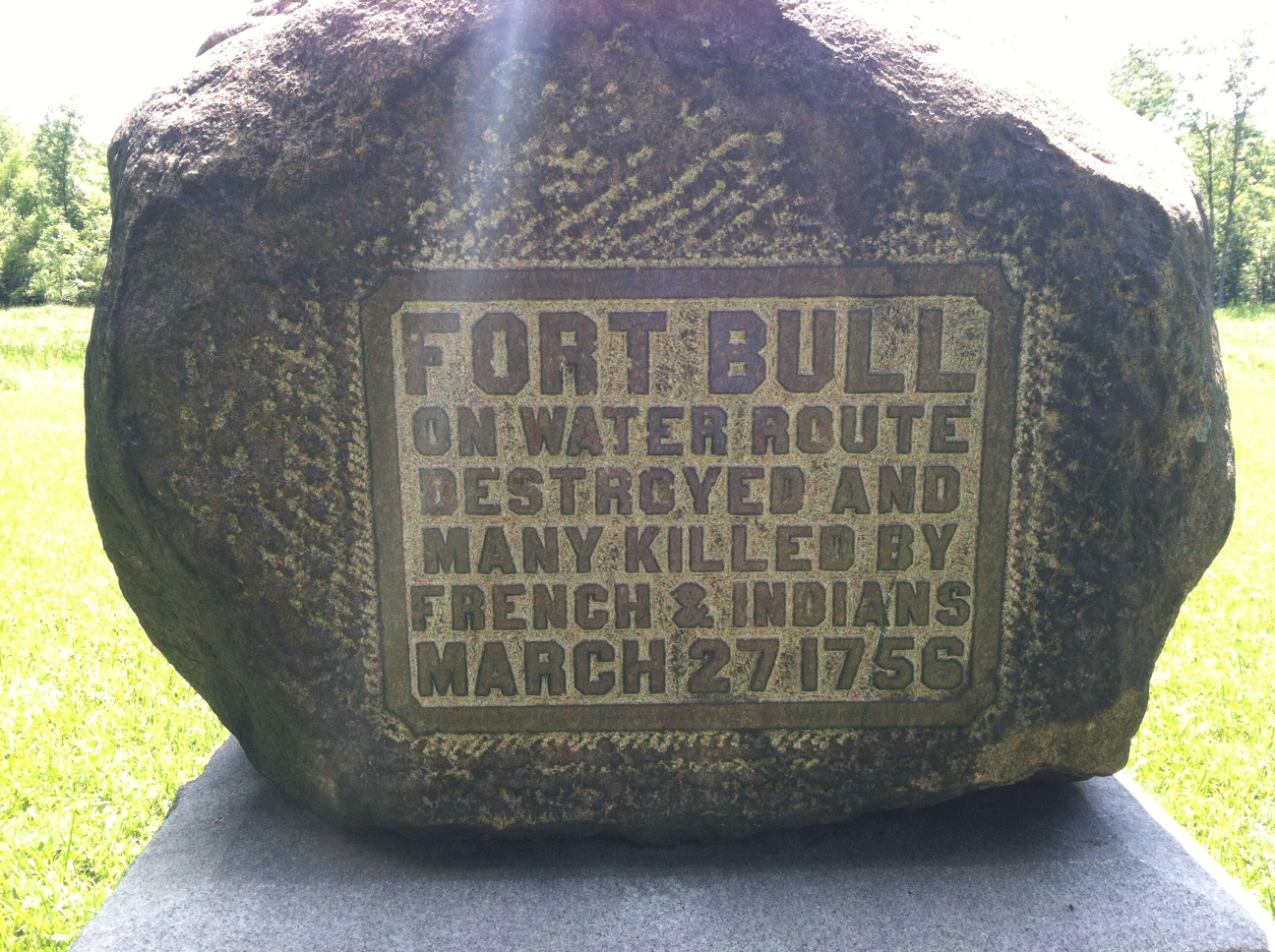
Plaque commémorant la destruction de Fort Bull, l’un des postes détruits par les raids français et autochtones de 1756.

Les deux combats de l’été 1755 prolongent leurs effets tactiques l’année suivante. La débâcle britannique sur la Monongahela a eu un retentissement considérable sur les tribus amérindiennes de l’Ouest qui se rangent massivement aux côtés de la France. Braddock les avait méprisés, ils apprennent qu’un détachement a défait son armée pourtant trois fois supérieure et équipée d’artillerie. Les Autochtones y voient une preuve éclatante de la supériorité guerrière d’Onontio. De même, la bataille du lac George où a été vaincu et capturé Dieskau apparait comme une victoire à la Pyrrhus des Britanniques. Les Français y ont certes été repoussés, mais les vainqueurs ont eu des pertes supérieures aux vaincus, et, plus grave, les alliés iroquois ont payé un lourd tribut humain, dont un chef influent. Ces pertes les éloignent durablement des Britanniques. C’est pourquoi, au début de 1756, les Français disposent du quasi-monopole des alliances amérindiennes et voient arriver dans les forts de l’Ouest des centaines de guerriers prêts à se lancer dans des raids contre les implantations britanniques.
En bon adepte de la petite guerre, Vaudreuil profite de l’avantage pour ordonner l’envoi d’un nombre considérable de partis alors que c’est encore l’hiver. Le plus célèbre est celui mené contre Fort Bull. L’expédition, conduite par Chaussegros de Léry avec un peu plus de 350 hommes, quitte Montréal le 25 février et s’infiltre dans les forêts denses grâce aux guides autochtones . Surpris, les 60 hommes qui composent la garnison du fort n’opposent qu’une résistance limitée et capitulent le 27 mars 1756. Le butin est important. La saisie des munitions et des provisions conduit à l’annulation de l’offensive de printemps prévue par les Britanniques. Plus grave pour eux, la chute de ce poste intermédiaire expose le Fort Oswego, relativement esseulé, à portée d’une attaque française.
Quelques semaines plus tard, trois vaisseaux et trois frégates arrivent à Québec avec un renfort de 1 500 hommes et le successeur de Dieskau : le marquis de Montcalm (accompagné de son aide de camp, le comte de Bougainville). Le jugement des historiens a beaucoup varié sur ce chef militaire. Comme Dieskau (ou Braddock), ses conceptions militaires sont « européennes » : formé au combat en ligne avec de gros effectifs dans des plaines dégagées, il méprise la « petite guerre » à la canadienne. À la suite de la déconfiture de Dieskau au lac George, Vaudreuil se serait volontiers passé d’un commandant militaire pour les troupes de terre françaises. Tout comme dans le cas de Dieskau, la commission de Montcalm et les instructions qui l’accompagnent spécifient que le gouverneur général, Vaudreuil, possède le commandement de toutes les forces armées de la colonie et que Montcalm lui est subordonné en tout. De plus, on l’engage fermement à demeurer en bonne intelligence avec le gouverneur général. Ces instructions ont été soigneusement élaborées et maintes fois révisées afin d’éliminer toute source de conflit entre les deux militaires. L’idée générale est que Vaudreuil planifie la stratégie militaire tandis que Montcalm choisit la tactique pour la mener à bien. Malgré cela, les deux hommes, qui ne s’entendent pas, vont peu à peu entrer en conflit sur la façon de mener les opérations. Dans un premier temps, c’est sans conséquence pour la défense du Canada, car Montcalm, qui est un battant, va guerroyer avec succès pendant deux ans, bien secondé par d’excellents adjoints comme le Chevalier de Lévis et le colonel Bourlamaque.
La meilleure des défenses étant l’attaque, Montcalm rassemble une troupe de plus de 3 000 hommes (Français et Autochtones) au Fort Frontenac puis marche sur Fort Oswego, pour exploiter la victoire de Chaussegros de Léry à Fort Bull. Fort Oswego est le principal point d’appui britannique sur la rive sud-est du lac Ontario. La flottille britannique du lac ne parvient pas à le stopper. Le 14 aout, après quelques jours de siège, la place capitule. Deux forts voisins, de plus petite taille, sont détruits aussi. Cette victoire éclatante permet à Montcalm de faire entre 1 300 et 1 700 prisonniers, de s’emparer d’une importante artillerie et de plusieurs navires. Tout le lac Ontario passe sous influence française et plusieurs tribus amérindiennes se rallient. Elles s’en vont harceler les villages de l’État de New York jusqu’en Virginie. Depuis Fort Duquesne, des partis sont envoyés en direction du Fort Cumberland. Il en résulte un déplacement de la limite des possessions britanniques de plus d’une centaine de kilomètres vers l’est. La victoire tactique de Fort Bull (menée avec la petite guerre) a abouti à une victoire stratégique à Fort Oswego (menée à l’européenne).
Dans le même temps, le général Loudoun, commandant des forces britanniques (en remplacement du défunt Braddock), s’est révélé incapable de prendre l’offensive dans la vallée de l'Ohio. Mieux, presque au même moment où Montcalm s’emparait de Fort Oswego, une petite troupe partie de Fort Duquesne attaquait le Fort Granville, aux portes de la Pennsylvanie. Composée de 22 Français et de 32 « sauvages Loups, Chaouanons et Illinois » elle était commandée par François Coulon de Villiers qui cherchait encore une occasion de venger son frère Jumonville tué deux ans plus tôt par les miliciens de George Washington. Le fort fut pris et brûlé.

#### Réaction britannique

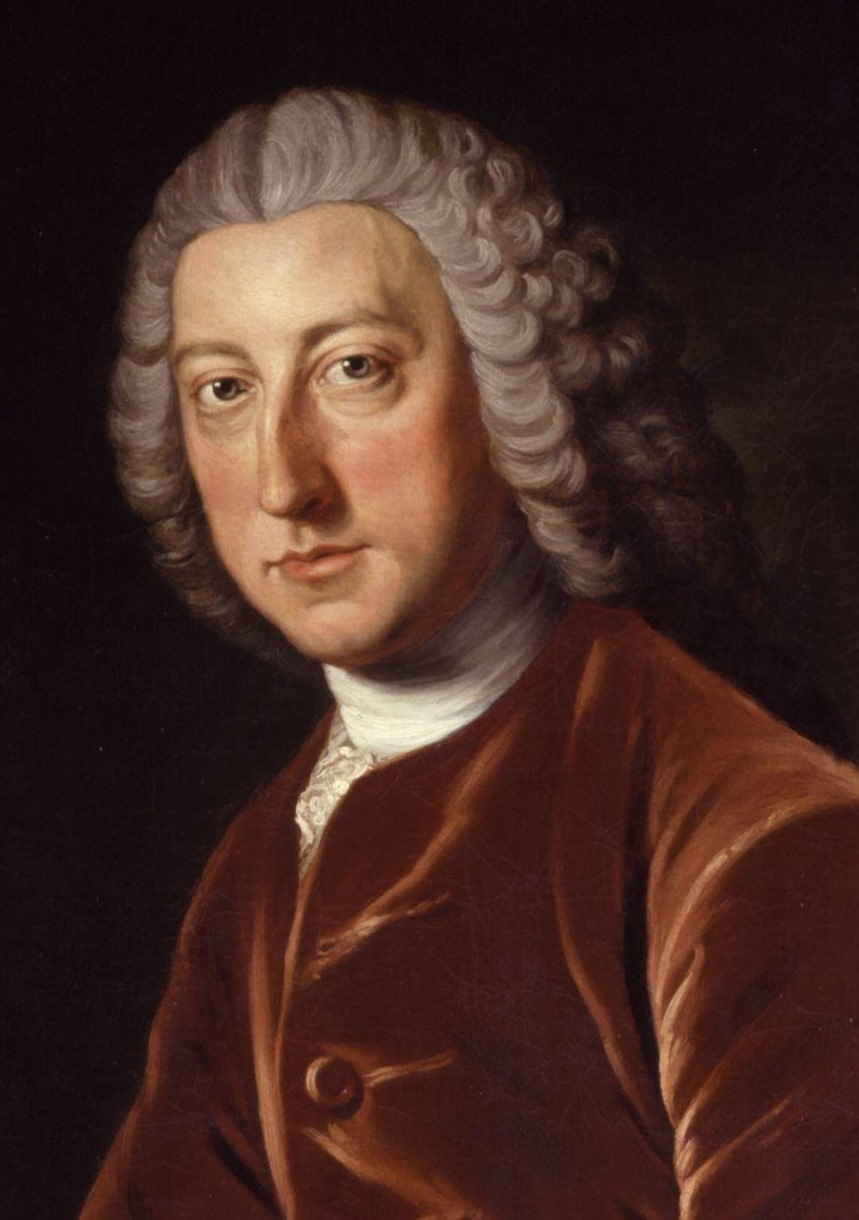
William Pitt dirige le gouvernement britannique à partir de 1756. Il incarne le sursaut national du pays après deux années de défaites face à la France.

À Londres c’est la consternation. Des débats houleux agitent la Chambre des Communes. Selon Horace Walpole, Fort Oswego, est « dix fois plus important que Minorque », faisant par là référence à une autre défaite qui vient de mortifier l’opinion : la prise de la base de Minorque, en Méditerranée, à l’issue d’un débarquement réussi et d’une victoire navale française. Un bouc émissaire, l’amiral commandant l’escadre de Méditerranée en fait les frais, mais ce n’est pas suffisant. La presse, véritable puissance politique en Grande-Bretagne, réclame aussi un gouvernement capable de conduire le royaume à la victoire.
En novembre 1756, William Pitt est nommé premier secrétaire d’État. Cet orateur redoutable, ennemi juré de la France, est soutenu par les grandes villes, notamment les cités portuaires où le lobby du grand commerce colonial est très actif (ce sont eux qui ont orchestré la campagne d’opinion en sa faveur). L’homme n’est guère populaire auprès du roi Georges II et de son fils, le duc de Cumberland, qui obtiennent son renvoi pendant quelques semaines, mais il finit par imposer, au printemps 1757, un cabinet d’union nationale dont il devient le véritable ministre de la guerre. Pitt dicte une stratégie de lutte globale contre la France sur tous les espaces maritimes et coloniaux.
Il réorganise l’Amirauté en favorisant la montée de nouveaux officiers généraux accorde trente-six vaisseaux et frégates au théâtre nord américain et décide d’y envoyer 20 000 soldats réguliers (soit 23 bataillons). Avec les miliciens, le commandement britannique dispose au total de 50 000 hommes, sans difficulté de ravitaillement, avec la Royal Navy qui croise dans l’Atlantique comme si elle était dans la Manche, alors que la marine de Louis XV doit franchir le blocus devant ses propres ports et devant le Saint-Laurent.
En face, avec les renforts arrivés en 1756, Vaudreuil et Montcalm ne disposent guère que de 6 000 soldats réguliers, 5 000 miliciens plus, éventuellement, 15 000 hommes en état de porter les armes. Cette disproportion des forces se retrouve aussi sur le plan financier : les sommes affectées par le gouvernement britannique à l’assaut du Canada sont vingt-cinq fois supérieures à celle que la France destine à la défense de sa colonie.
La stratégie britannique est relativement simple, compte tenu des moyens mis en œuvre : attaquer la vallée du Saint-Laurent de trois côtés à la fois : à l’Ouest, s’emparer des forts et contrôler la région des Grands Lacs, au centre, attaquer Montréal en remontant la vallée de l'Hudson, enfin, à l’Est, réaliser le vieux rêve des colons de Nouvelle-Angleterre en s’emparant de Québec par une opération combinée Mer-Terre. Cependant, la valeur militaire des colons canadiens est « extraordinaire »  (Patrick Villiers) : elle va retarder jusqu’à 1758 les premiers succès britanniques significatifs, et va permettre de résister encore deux ans après la rupture des liens maritimes avec la France.

### La campagne de 1757

#### La chute de Fort William Henry
Pendant l’hiver 1756-1757 Vaudreuil poursuit sa stratégie de harcèlement contre les postes britanniques. Il pousse les commandants des forts à ne pas relâcher leurs efforts, afin de porter des coups décisifs. Fort de son expérience en Louisiane, il sait que tout arrêt serait considéré comme une faiblesse par les Autochtones  et permettrait aux Britanniques de reconstituer leurs forces. C’est pourquoi il insiste pour que ces derniers soient accablés en permanence afin de les démoraliser. Il se montre très satisfait, par exemple, du raid hivernal lancé début 1757 et qui permet la destruction d’une dizaine d’habitations à une dizaine de lieues de Fort Cumberland. Envoyé par Le Marchand de Lignery depuis Fort Duquesne, le détachement a dû marcher pendant 33 jours, dont une bonne partie dans la neige.
Ces raids, d’une certaine manière font figure d’action de déception dans la mesure où ils focalisent l’attention des Britanniques loin des positions françaises. Montcalm se montre très dubitatif vis-à-vis de cette tactique qui consiste à parcourir des distances considérables pour tendre une embuscade ou mener une escarmouche, incendier des fermes, ramener quelques prisonniers et des « chevelures » pour les Autochtones . Bougainville partage cet avis. Cette tactique a cependant un autre avantage, essentiel pour la défense de la colonie : elle permet de faire du renseignement. Au retour de son expédition, Lignery signale qu’il n’y a que quelques centaines d’hommes dans le secteur du Fort Cumberland. Montcalm en tire immédiatement la conclusion qu’il va pouvoir porter son effort de l’été 1757 sur la zone du lac Saint-Sacrement sans craindre outre-mesure pour la sûreté du Fort Duquesne.
Fort de ces renseignements, Montcalm part en campagne en rassemblant une force plus nombreuse que l’année précédente : 7 500 à 8 000 hommes de troupes régulières, de miliciens et d’Autochtones avec une trentaine de pièces d’artillerie. Il vient mettre le siège devant le Fort William Henry, place qui verrouille le haut de l’Hudson. Elle est défendue par une troupe de 2 300 hommes aux ordres de George Monro. Le harcèlement continuel qu’elle a subi au printemps a entrainé une quasi-cécité de son commandant qui n’a consenti que peu d’efforts pour améliorer ses défenses. Pris au dépourvu et non secouru par la garnison voisine de Fort Edward, Monro se rend le 9 août avec les honneurs de la guerre après quelques jours de combat. Les Autochtones , qui ont participé en nombre au siège – ils ont fourni plus de 1 700 guerriers – ne comprennent pas cet acte qui les privent de butin et de prisonniers. Plusieurs groupes, très mécontents (et ivres) massacrent une partie des Britanniques lors de leur retraite, en dépit de tous les engagements de la capitulation. Montcalm et ses officiers doivent s’interposer et sermonner leurs alliés. Cet incident choque les Britanniques qui estiment que Montcalm a manqué à sa parole de gentilhomme et provoque un vif ressentiment entre Français et Autochtones qui s’estiment injustement traités. « Jamais plus la Nouvelle-France ne pourra disposer d’autant d’Alliés » (Laurent Nerich).
Dans l’immédiat, la chute de Fort William Henry reste un succès français qui permet à Vaudreuil de lancer vers le sud un raid contre German Flatts. Partis de Montréal le 20 octobre, les 300 hommes confiés à Picoté de Balestre traversent bois et rivières et s’emparent de la position le 12 novembre. Les colons, qui avaient pourtant été prévenus de l’approche des Français par les Onneiouts mais qui n’y avaient pas crus sont complètement pris par surprise. Les assaillants repartent avec de nombreux prisonniers et un important butin en ravitaillement. Ce raid, combiné à la victoire de Fort William Henry expose  la ville d’Albany à une possible attaque.

#### L’échec de la première tentative britannique contre Louisbourg

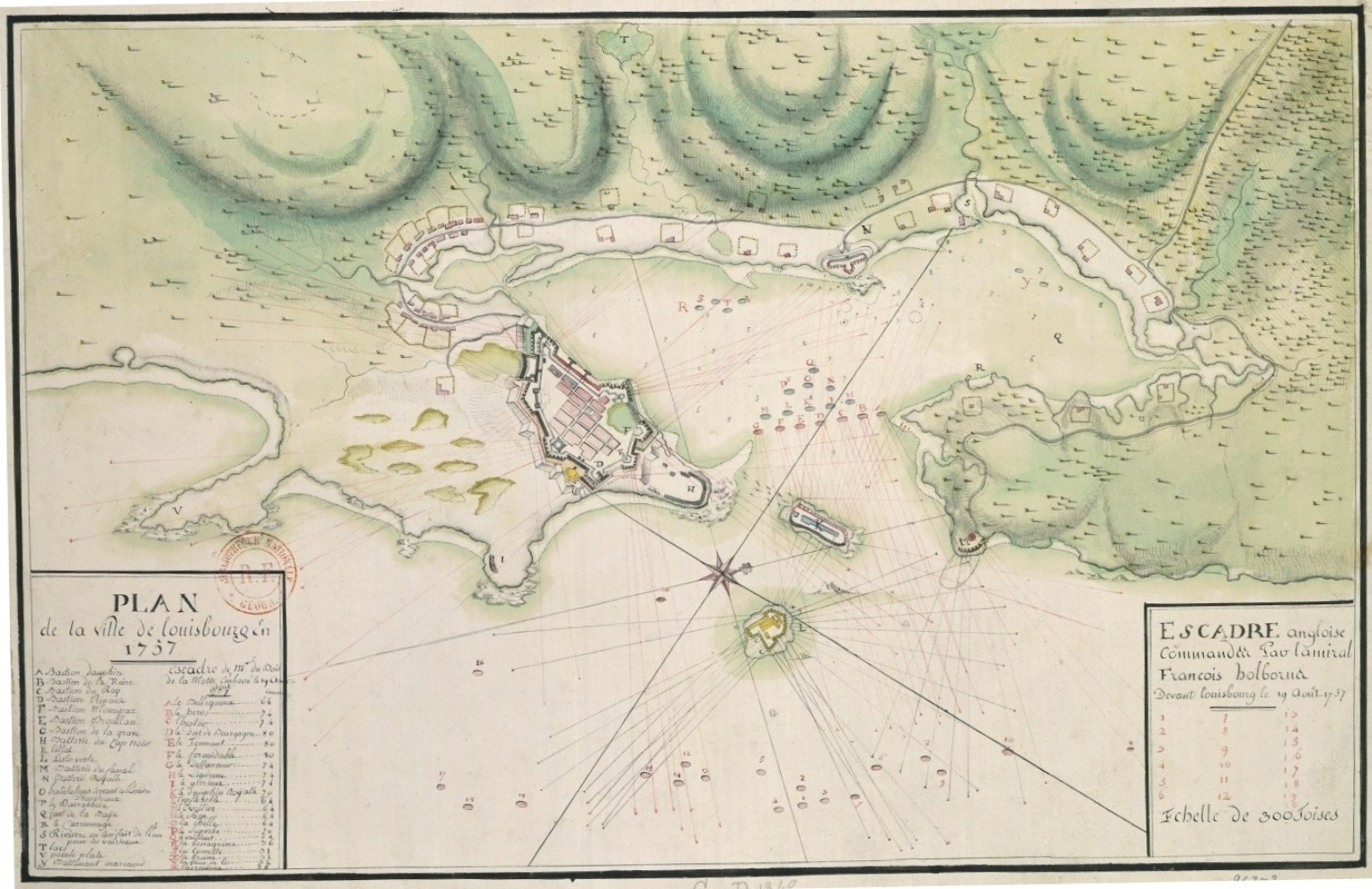
Le dispositif défensif français à Louisbourg en 1757 réussit à tenir la Royal Navy éloignée de la place.

L’autre opération importante se déroule sur la côte atlantique, à l’île Royale sur initiative britannique. Avec les moyens militaires accordés par Pitt, l’objectif est de faire sauter le verrou de Louisbourg, qui bloque l’accès au Saint-Laurent et à Québec. Les moyens sont rassemblés – lentement – sur la base d’Halifax pendant l’été : quinze, puis dix-neuf vaisseaux avec des frégates et des transporteurs chargés d’un corps de débarquement de 5 300 hommes. Le 19 août, cette force commandée par les amiraux Hardy et Holburne parait devant Louisbourg. C’est pour y découvrir que la forteresse, outre sa garnison, est aussi défendue par une escadre française de force équivalente qui s’y est rassemblée par l’arrivée séparée de trois divisions.
Dubois de La Motte a embossé une partie de ses vaisseaux pour bloquer la passe et les batteries d’artillerie ont été renforcées. Les chefs britanniques, impressionnés par ce dispositif qu’ils ont aussi du mal à observer à cause du brouillard persistant, tournent en rond devant Louisbourg jusqu’à ce qu’une tempête, le 24 septembre, vienne s’abattre sur leur escadre. Une douzaine de navires sont hors de combat, mais Dubois de La Motte, qui a de stricts ordres défensifs, n’en profite pas pour contre-attaquer. Les deux concentrations navales n’ont rien produit de spectaculaire, mais c’est malgré tout une nette victoire défensive française même si l’alerte a été chaude. L’inquiétude a été très vive à Québec.
Indépendamment de ces opérations, des renforts de troupes embarqués sur des navires civils affrétés par le roi réussissent encore à parvenir à Québec et Louisbourg. Partis de divers ports civils (Blaye, Saint-Malo, Dunkerque) et militaires (Rochefort, Brest) ils débarquent de juin à septembre à peu près 1 100 hommes qui sont intégrés dans les régiments de Terre et de la Marine.
Fin 1757, la situation est telle que certains en Grande-Bretagne envisagent sérieusement la paix : « une mauvaise paix pour nous sans aucun doute, et cependant meilleure que celle que nous aurons l’année qui suivra », écrit lord Chesterfield qui est membre du Parlement. Mais c’est sans compter sans la détermination de William Pitt, qui, rasséréné par les victoires de son allié Frédéric II en Allemagne contre les Français et les Autrichiens n’entend pas relâcher ses efforts en Amérique. Le 30 décembre, il publie une circulaire adressée aux gouverneurs des colonies du Nord pour leur ordonner de lever 20 000 hommes en vue d’une « invasion du Canada » en 1758. Il s’engage à financer cette armée et à l’équiper avec de grosses livraisons d’armes et de matériel.

### La campagne de 1758

Le siège de Louisbourg. La prise de cette forteresse, à l’été 1758, constitue le premier grand succès britannique contre le Canada français.

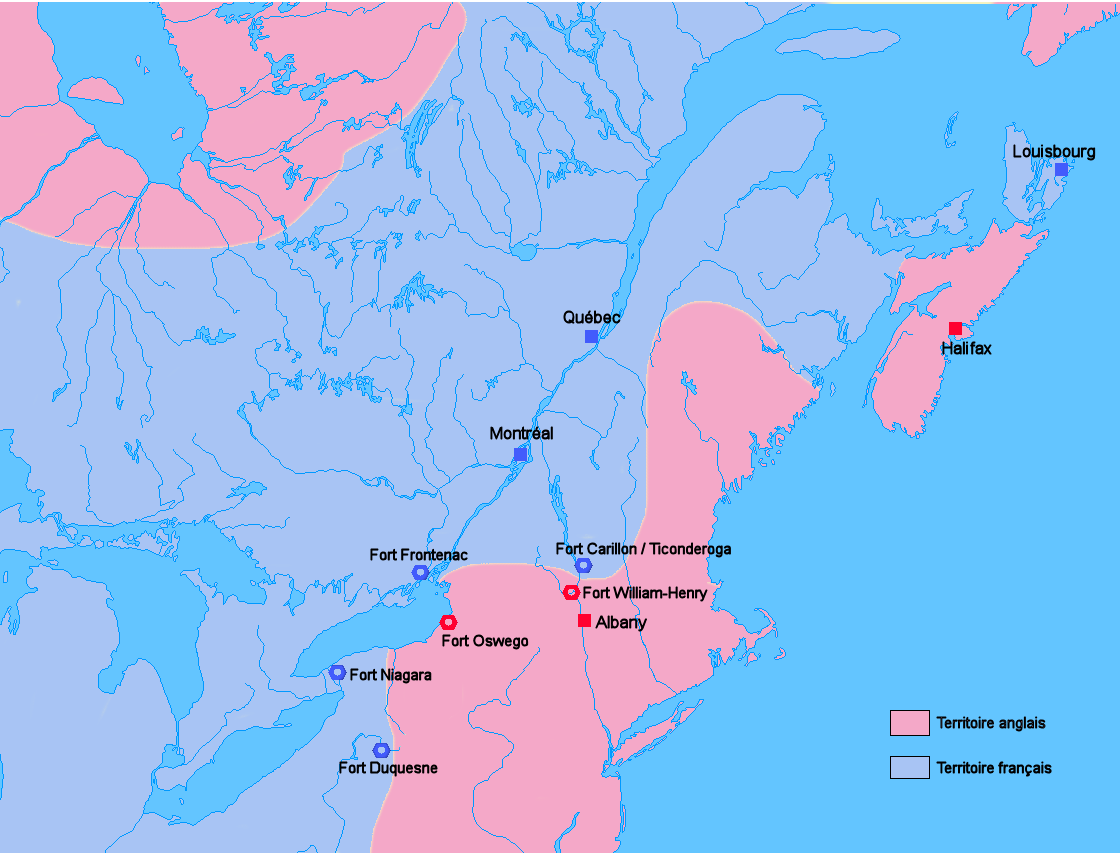
Carte permettant de localiser les positions françaises et britanniques pour la campagne de 1758.

#### Le succès de la deuxième tentative britannique contre Louisbourg
Tirant les conclusions de la décevante campagne précédente, Londres change les chefs et décide de partir en campagne plus tôt. Pour attaquer Louisbourg, objectif principal de la campagne de 1758 sur l’Atlantique, les amiraux Hardy et Holburne cèdent leur place à un officier nettement plus déterminé : Edward Boscawen. Une troupe de 12 à 14 000 hommes (soit plus du double qu’en 1757) est confiée au major général Jeffery Amherst pour investir la place. Embarquée sur plus de cent navires de charge à Halifax, escortée par vingt à vingt-deux vaisseaux de ligne et quinze à dix-huit frégates, cette force se présente devant Louisbourg le 2 juin 1758. En comptant les matelots, l’effectif britannique atteint les 27 000 hommes.
La forteresse est défendue par les 3 000 hommes du chevalier de Drucourt. Elle vient de recevoir quelques renforts apportés par les petites divisions navales du marquis Des Gouttes, de Beaussier de l’Isle et du comte De Breugnon qui ont réussi à franchir le blocus devant Brest et Rochefort (six vaisseaux, plusieurs frégates et transporteurs). Une nouvelle division, aux ordres du comte Du Chaffault (cinq vaisseaux, trois frégates, un flûte, un senau) arrive en même temps que l’escadre britannique avec un renfort de 700 hommes et de la farine. Du Chaffault les fait débarquer dans une baie voisine pour qu’ils gagnent la forteresse par leurs propres moyens, puis fait voile vers Québec. En ordre dispersé, Versailles a donc réussi à faire passer au Canada onze vaisseaux de ligne, mais aux deux-tiers armés en transporteurs et au service de maigres renforts. Refoulés ou détruit par mauvaise fortune de mer ou de guerre, une dizaine d’autres navires n’ont pu traverser l’Atlantique. Quant aux six vaisseaux partis de Toulon, ils n’ont même pas pu sortir de Méditerranée. Bloqués à Gibraltar par des forces beaucoup plus importantes, ils se sont réfugiés six mois dans un port espagnol avant de rentrer sans gloire à leur base.
Le 8 juin, les Britanniques commencent à débarquer sur l’île Royale et dès le 12, lancent les premières attaques. Louisbourg manque d’armes et de munitions, mais elle est bien pourvue en vivres et doit pouvoir tenir jusqu’aux tempêtes d’automne qui obligeront les assaillants à lever le siège et à se replier sur Halifax. Cependant, elle souffre de graves défauts de construction qui minent sa solidité. La forteresse est peu à peu investie par les forces d’Amherst qui neutralisent une par une toutes les batteries malgré les efforts des défenseurs. Les 28 et 29 juin, Drucourt fait bloquer la passe en y sabordant plusieurs navires, mais cela ne change rien à l’évolution du siège. Le périmètre de la place se réduit peu à peu et plus rien n’échappe aux bombes britanniques. Les vaisseaux que Drucourt n’a pas laissé repartir en pensant les utiliser comme batteries flottantes sont détruits ou capturés. 
Le 25 juillet, des brèches sont ouvertes par l’artillerie britannique dans les murs de la forteresse. Le lendemain, à bout de ressources et redoutant un assaut général qui se solderait par un massacre, Drucourt est contraint à la reddition. Les vainqueurs refusent les honneurs de la guerre, emmènent les combattants en captivité en Angleterre, raflent les colons de l’île Royale puis ceux de l’île Saint-Jean et les embarquent de force vers la France. Louisbourg a cédé en 45 jours de siège. C’est le premier grand succès britannique contre le Canada. « Ainsi les efforts déployés depuis 40 ans pour compenser la perte de Port-Royal/Annapolis et défendre l’embouchure du Saint-Laurent s’étaient révélés peu fructueux » (Jean Béranger, Jean Meyer).

#### Victoire française à Fort Carillon

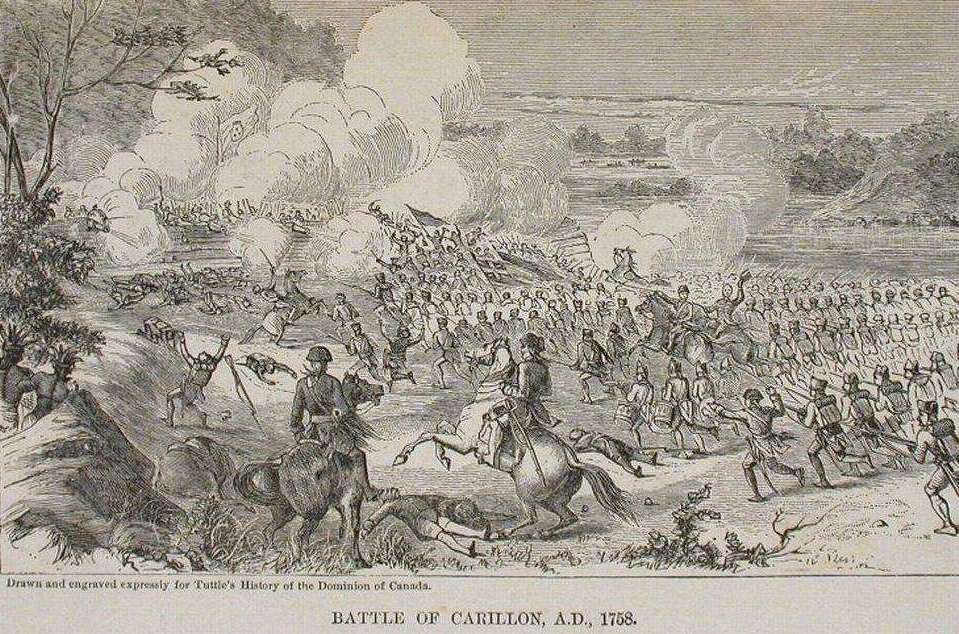
L’assaut Anglo-américain sur Fort Carillon, le 8 juillet 1758.

Pendant que le siège de Louisbourg fait rage, une armée de 16 000 hommes, rassemblée au nord d’Albany près des ruines du Fort William Henry se met en marche vers le lac Champlain pour attaquer Fort Carillon. Composée de 6 000 réguliers britanniques et de 10 000 provinciaux, cette force dépasse, sur le papier, l’armée débarquée sur l’île Royale. Elle est placée sous les ordres de James Abercrombie, qui, après deux années d’échecs, vient de relever de son commandement lord Loudoun. Fort Carillon verrouille l’accès sud au Saint-Laurent et à Montréal par la rivière Richelieu. Pour défendre cette place stratégique, Montcalm et Lévis s’y portent avec 3 600 hommes issus des troupes de l’armée de terre arrivées en renfort en 1755 et accompagnés de 300 Abénaquis.
Abercrombrie est un chef tout aussi médiocre que son prédécesseur. Le véritable animateur de la campagne est en réalité le jeune brigadier général George Howe (32 ans) mais il est tué le 6 juillet dans une escarmouche alors que les Anglo-américains, qui viennent de traverser le lac George, sont à quelques milles des positions françaises. Mal renseigné (il pense que Montcalm attend des renforts), Abercrombie ordonne le 8 juillet l’assaut général sur les retranchements français sans utiliser son artillerie. Pendant plusieurs heures, le feu des artilleurs et des fantassins français décime les rangs serrés des assaillants, parfois à bout portant. En fin d’après-midi, Abercrombie ordonne la retraite, qui prend des allures de déroute. Avec 500 morts, 1 000 blessés et 20 disparus, les Britanniques se retirent vers le lac George en abandonnant armes, munitions, et blessés. Les Français ne déplorent qu’un peu plus de 100 morts et moins de 300 blessés.
Cette victoire peut être attribuée à une bonne planification de Montcalm qui a su profiter de la désorganisation des troupes britanniques. Démoralisé, alors que ses effectifs restent très supérieurs et qu’il lui suffit de déployer son artillerie pour relancer la campagne en menant un siège en règle, Abercrombie n’entreprend personnellement plus rien. Il est relevé de son commandement en novembre et remplacé par Jeffery Amherst qui revient victorieux de Louisbourg avec plusieurs bataillons en renfort.

#### Le retournement des Autochtones

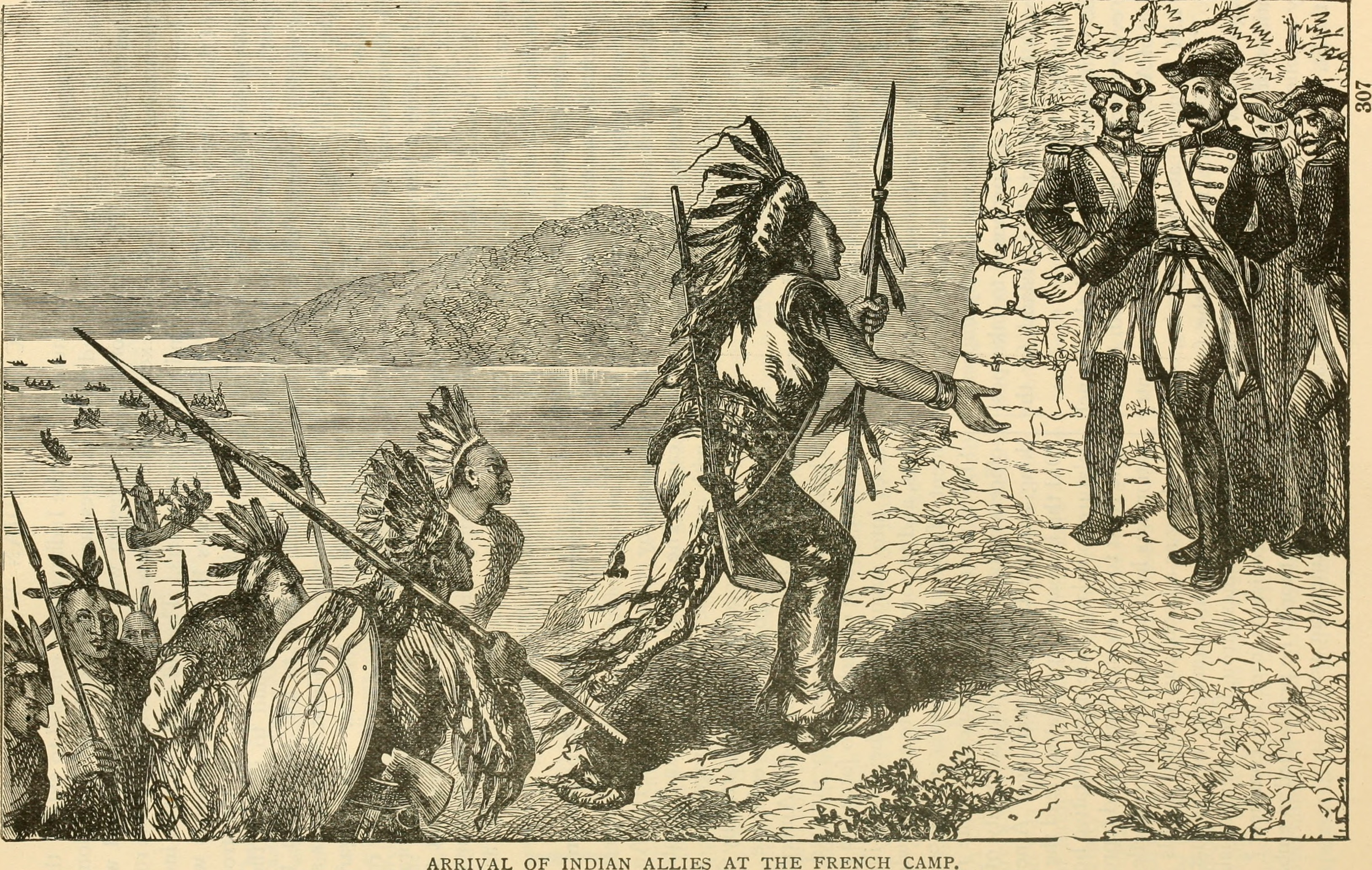
Une rencontre entre alliés autochtones et français. Cette alliance se défait peu à peu à partir de 1757 au profit des Anglo-Américains (imagerie populaire, 1901).

La défaite britannique de Fort Carillon, n’empêche pas les Anglo-américains (contrairement à ce qui s’était passé de 1755 à 1757) de poursuivre leurs offensives sur le continent. Plusieurs facteurs expliquent cet état de fait. D’abord la supériorité numérique : avec les financements dégagés par William Pitt, le recrutement local ne pose plus guère de problème et c’est par millier que les colonies lèvent des troupes. S’y ajoutent les bataillons qui débarquent d’Angleterre. En face, avec un blocus de plus en plus efficace, de très maigres renforts seulement réussissent à passer et le plus gros des forces françaises est regroupé sur l’axe Montréal-Québec. Les forts de l’Ouest ne sont gardés que par de petites ou moyennes garnisons de plus en plus difficiles à ravitailler et qui dépendent pour beaucoup de l’alliance avec les Autochtones . Or ceux-ci sont en train de se retourner.
Les blocus britanniques qui en est à sa troisième année plonge le Canada dans la crise et la pénurie. L’alliance avec les Autochtones dépend pour beaucoup du commerce des fourrures et des présents diplomatiques, qui sont une tradition depuis les débuts de la Nouvelle-France. Mais les draps, armes, produits manufacturés, outils divers, toutes les marchandises de traite manquent maintenant dans les postes. Dès la fin de l’année 1757, des troubles importants ont éclaté dans l’Ouest : le Fort des Prairies, également appelé Fort Saint-Louis (sur le territoire de l’actuel Saskatchewan), a été pris par les Autochtones. Les marchands britanniques de la Compagnie de la Baie d’Hudson mènent des incursions répétées au cœur des Pays-d'en-Haut pour entretenir le phénomène qui ne fait que s’amplifier. Les Autochtones, qui mènent leur politique de façon indépendante se montrent de plus en plus prudents. Si les Britanniques venaient à prendre le dessus sur Onontio, il leur apparait capital de s’attirer leurs bonnes grâces.
Un autre facteur joue en défaveur des Français : les ressentiments dus à la campagne de l’année précédente lors de la prise de Fort William Henry. De nombreux sachems se sont montrés fort mécontents du peu d’autonomie dont ils ont disposé au cours du siège logiquement mené à l’européenne. D’autre part, les épidémies ramenées par certaines nations des Pays-d'en-Haut pour qui ce siège a été un premier contact d’envergure avec le monde européen ont décimé beaucoup de guerriers. Mais c’est le dénouement du siège qui a provoqué les plus vives rancœurs. Alors qu’ils espéraient ramener butin et prisonniers, preuve de leur bravoure, les Autochtones ont été déconcertés, le mot est faible, d’apprendre que la garnison bénéficiait des honneurs de la guerre. Certains groupes s’en prenant au vaincus (le « massacre de William Henry ») et Montcalm s’interposant en les sermonnant, la confiance a été rompue. Malgré la victoire, Français et Autochtones se sont quittés en mauvais termes. Même les officiers les plus charismatiques issus des compagnies franches comme Hertel, Langis ou Langlade, qui les connaissent et parlent leur langue, ne parviennent plus à faire marcher autant de guerriers qu’autrefois pour la Nouvelle-France.
À partir de cette affaire les contingents alliés sont principalement constitués des « domiciliés » ainsi que quelques groupes particulièrement fidèles. Les conséquences sont importantes dans la mesure où les forts éloignés sont désormais livrés à eux-mêmes, tant d’un point de vue militaire que logistique. Le 23 octobre 1758, depuis le Fort Duquesne abandonné pas ses anciens alliés autochtones , Lignery écrit à Vaudreuil qu’il se trouve « dans la plus triste situation qu’on puisse imaginer ». Sur le plan tactique, les faibles garnisons des postes éloignées ne peuvent plus envoyer qu’un faible nombre de partis dans la guérilla contre les Britanniques. En outre, cette baisse conséquente du nombre de partis ne permet plus de fixer les troupes ennemies et de menacer sérieusement leurs lignes de ravitaillement. Plus grave encore, certains groupes autochtones commencent à offrir leurs services à ceux qui apparaissent comme les futurs vainqueurs. Les Anglo-Américains, longtemps aveugles dans les bois, reçoivent maintenant du renseignement qui leur permet de contrer les initiatives françaises.

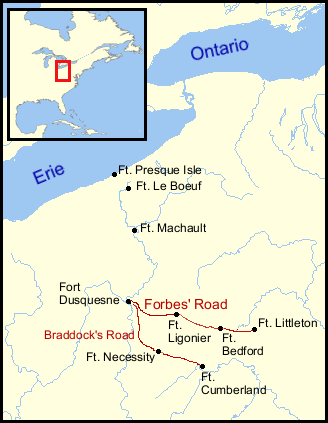
Les routes comparées suivies par Braddock en 1755 et par Forbes en 1758 pour attaquer Fort Duquesne.

#### Les défaites françaises dans l’Ouest

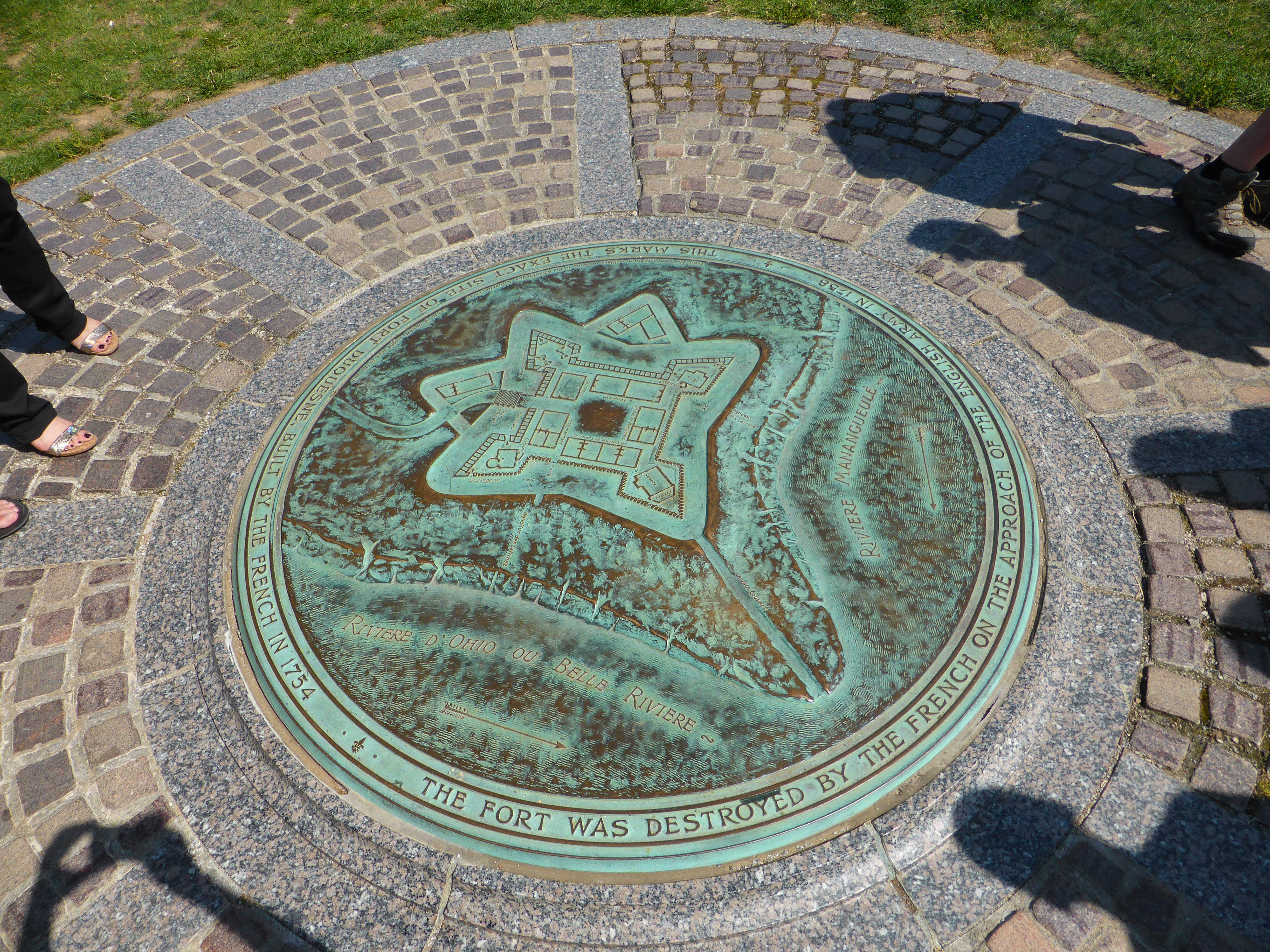
Plaque mentionnant à Pittsburg la construction de Fort Duquesne par les Français en 1754 et sa destruction en 1758 (photographie prise en 2014).

L’idée d’attaquer Fort Frontenac avait été débattue à peu près en même temps qu’il avait été décidé de marcher sur Fort Carillon. Après la défaite du 8 juillet, l’idée est relancée par John Bradstreet, un officier de la Nouvelle-Écosse. Abercrombie donne son accord et lui confie une troupe de 3 000 hommes, presque exclusivement composée de miliciens coloniaux et de quelques Iroquois. Il dispose aussi d’artillerie.
L’affaire est rondement menée. Dès le 21 août,  Bradstreet est sur le lac Ontario et quatre jours plus tard, il est en vue des positions françaises. Le fort, dirigé par le lieutenant Pierre-Jacques Payen de Noyan n’est défendu que par une centaine d’hommes (dont la moitié à peine sont issus des compagnies franches). Avec aussi peu de moyen, il est forcé de capituler le 27 août. Bradstreet incendie la place et tout ce qui s’y trouve, dont un important stock de marchandises. La flottille du lac est détruite aussi. C’est le premier fort français qui tombe sur les Grands Lacs, ébranlant les liaisons avec Montréal et Fort Niagara, entamant la confiance déjà chancelante des Autochtones et isolant Fort Duquesne situé plus au sud. Cette défaite montre que désormais, les petites garnisons ne sont plus suffisantes pour s’opposer efficacement aux tentatives britanniques menée avec de gros effectifs.
Dans l’Ohio, Fort Duquesne d’où sortent continuellement des partis qui mènent des embuscades sur les marges de la Pennsylvanie apparaît comme un objectif prioritaire. Avec le renforcement des effectifs Anglo-Américains la place semble prenable. Reste qu’il s’agit d’un véritable épouvantail. Les renseignements manquent : aucun plan précis n’est disponible et les effectifs de la garnison, relativement nombreuse, ne sont pas réellement connus. Son attaque, en 1755, s’était soldée par un sanglant désastre resté dans les mémoires. Le trajet pour y accéder à travers bois et collines est long, et le risque de tomber dans des embuscades en y laissant son scalp est très élevé.
L’expédition, préparée pendant des mois (avant même celles contre Fort Carillon et contre Fort Frontenac), rassemble presque 7 000 hommes (dont 5 000 coloniaux) avec de l’artillerie, soit le triple de ce dont disposait Braddock trois ans plus tôt. Elle est placée sous le commandement du brigadier-général écossais John Forbes. Extrêmement prudent, il décide de prendre une route différente de celle de Braddock et d’avancer en construisant un grand nombre de fortins tout en protégeant mieux les convois logistiques, cible de choix des Français. Ce dispositif compact (en) repousse tous les partis envoyés par Le Marchand de Lignery depuis le Fort Duquesne.
Le 14 septembre cependant, une avant-garde de 800 hommes qui s’approche du fort tombe dans une embuscade et y laisse plus de 300 tués, blessés ou prisonniers. Mais les Autochtones, qui ont jusque-là combattu avec Lignery se retirent et concluent un traité avec les Britanniques. Forbes reprend aussitôt sa marche. Le 24 novembre, Lignery, qui sait qu’il ne pourra pas tenir un siège avec les 600 hommes de sa garnison, évacue le fort, le fait sauter et se replie sur Fort Machault. Forbes y entre deux jours plus tard, après avoir parcouru 193 milles en cinq mois. Cette victoire délivre la Pennsylvanie et le Maryland de la menace française et place tout le haut Ohio sous la domination britannique. En hommage à William Pitt, la place est renommée Fort Pitt et donnera naissance à la ville de Pittsburgh.

## Le siège de Québec (1759)
À l'aube du siège, la vie dans la ville de Québec et dans la colonie tout entière est devenue très difficile. Les habitants sont épuisés par la guerre qui dure depuis maintenant cinq ans. Les relations entre Montcalm et Vaudreuil sont également de plus en plus tendues. Les habitants de Québec vivent dans la famine, la peur et l'incertitude. Pendant qu'ils voient leur ville être détruite par les multiples bombardements britanniques, ils se demandent pourquoi les autorités françaises ne répliquent pas et pour quelle raison les munitions sont préservées. Les bombardements incessants, en plus de détruire une bonne partie de la ville, apeurent les habitants, particulièrement les enfants et les femmes, qui se réfugient dans la prière.
Durant le siège, Wolfe détache des troupes sur la rive sud et nord du fleuve et les emploie à brûler les fermes et le blé, ainsi que les villages, aussi loin que La Malbaie et Rivière-Ouelle. Les soldats britanniques profitent de leur force pour faire main basse sur les femmes, les enfants et le bétail qui n'ont pu se réfugier à temps dans les bois. Dans certains villages, comme à Saint-François-du-Lac, Portneuf et Saint-Joachim, massacres et scalps sont aussi pratiqués par les troupes.

### La bataille des plaines d'Abraham

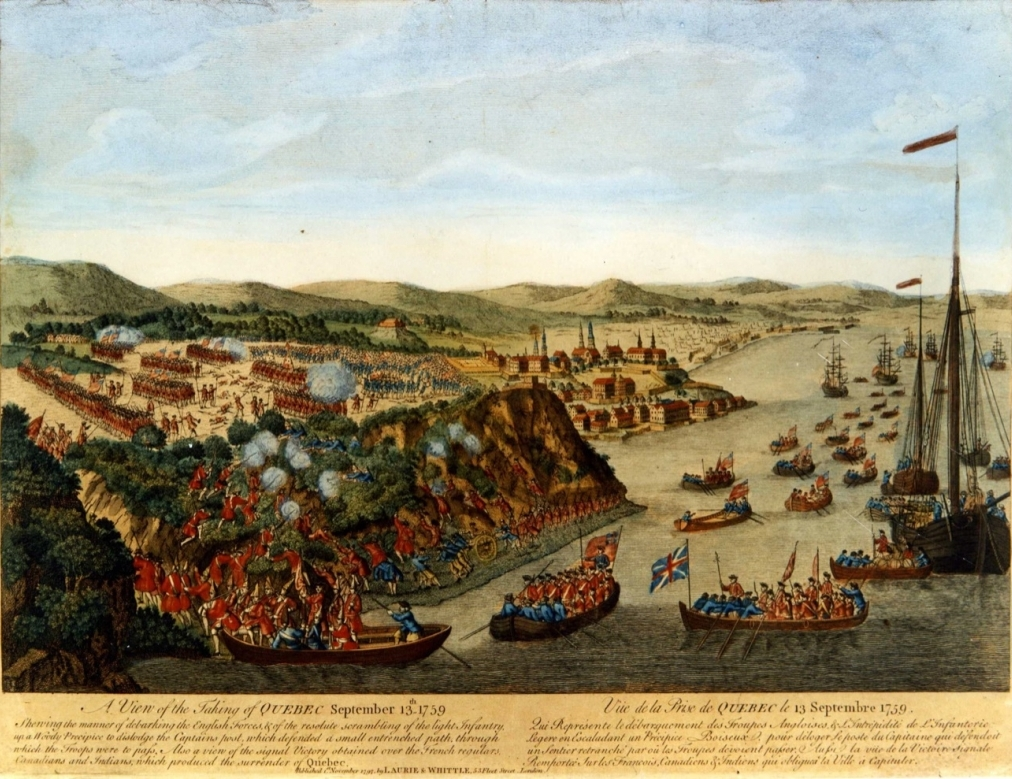
La bataille des plaines d'Abraham.

Pendant les mouvements de troupes de l'armée, et tandis que celles-ci se positionnent sur le champ de bataille, plusieurs miliciens et soldats des troupes françaises harcèlent les Britanniques sur leurs flancs. Ces escarmouches causent plusieurs victimes. Entretemps, Montcalm analyse la situation et conclut qu'il ne doit pas donner à l'ennemi le temps de se fortifier. Autrement, il lui serait impossible de le déloger. C'est donc vers 10 h que le général ordonne l'attaque. Les troupes sont divisées en trois lignes, la première est constituée de réguliers, le deuxième de miliciens incorporés aux régiments, et la troisième également. La décision de Montcalm d'incorporer à chaque régiment de l'armée un corps de miliciens s'avère être catastrophique. La ligne se défait à quelques pas de l'ennemi, les soldats de la deuxième ligne tirent sans en avoir reçu l'ordre.

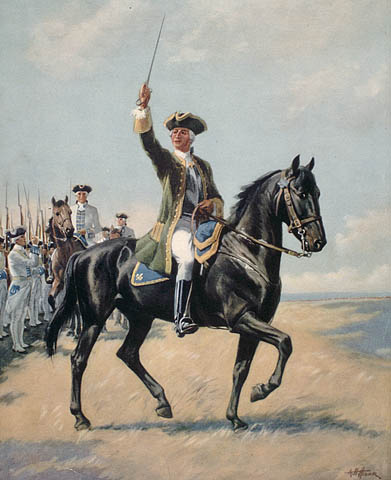
Louis-Joseph de Montcalm.

Les deux armées subissent des pertes du même ordre : 658 du côté britannique et 644 du côté français. Le gros des pertes françaises survient au cours de la bataille rangée alors que les Britanniques subissent le gros de leurs pertes des mains des miliciens et des Autochtones qui couvrent la retraite des soldats réguliers. La mort du général Montcalm et du général Wolfe survient à peu près au même moment. La bataille des plaines d'Abraham dure environ deux heures, si l'on tient compte des événements qui s'enchaînent à compter de 10 heures : les deux charges de la bataille rangée, la française et la britannique, et la fusillade d'environ 1 h 30 entre les Britanniques et les francs-tireurs. L'historien D. Peter McLeod évalue la durée de la bataille à environ huit heures, en incluant l'ensemble des événements militaires de la journée, de l'attaque de l'avant-poste de Vergor à 4 h le matin jusqu'aux derniers coups de canon qui forcent la retraite des soldats britanniques à l'embouchure de la St-Charles à 12 h. Après leur défaite sur les plaines d'Abraham le 13 septembre 1759, les troupes françaises et canadiennes se sont dispersées ; Montcalm, mortellement blessé, a réussi à prendre sa retraite à Québec avec certains de ses compagnons. Bougainville, Lévis, et les troupes se sont retirées en direction de Montréal tandis que le gouverneur de la Nouvelle-France, Pierre de Rigaud de Vaudreuil a abandonné la côte de Beauport et s'est dirigé vers l'ouest pour se joindre à Lévis et Bougainville.

### Reddition
Vaudreuil envoya un message à Ramezay avisant de son retrait et lui enjoignant de défendre la ville jusqu'à ce qu'« il tombera à court de dispositions », à quel point il devait choisir le moyen le plus honorable de proposer sa capitulation. Les Britanniques, maintenant en contrôle des plaines, apportèrent artilleries lourdes, dont douze canons de 24 livres, de grands mortiers et des obusiers de quatre pouces, permettant de bombarder la ville. Une batterie sur la rive opposée à Pointe de Lévis avait déjà rendu la tache impossible pour les défenseurs de la ville de rester sur ses murs. Le vice-amiral Saunders qui avait jusqu'alors gardé ses plus gros navires en aval, avait maintenant apporté sept de ses plus puissants navires pour rejoindre les frégates déjà dans le bassin. Les Britanniques étaient très désireux de régler les choses rapidement avant le début de l'hiver, et cette démonstration de force était de faciliter une reddition rapide.
Après la bataille, Ramezay avait le 14 septembre, 2 200 hommes, dont 330 français et troupes, 20 hommes d'artillerie, 500 marins et 1 300 miliciens, ainsi que les 4 000 habitants. Ramezay avait estimé qu'il avait assez de vivres pour huit jours. Dès le 15 septembre, il a reçu une protestation de certains des gens des villes les plus importants pour lui demander de capituler plutôt que de risquer le saccage de la ville. Ramezay convoqua un conseil de guerre, donner à chacun l'occasion de leur point de vue. Un seul, Louis-Thomas Jacau de Fiedmont, était contre la reddition. Pour résumer, Ramezay a déclaré : « Si l'on considère les instructions que j'ai reçu du Marquis de Vaudreuil et la rareté des dispositions, et prouvée par les retours des recherches que j'ai fait, je conclus pour m'efforcer d'obtenir de l'ennemi la capitulation la plus honorable ». En tout, 24 notables de Québec dont des commerçants, des officiers de milice et des fonctionnaires se tiennent dans la résidence, en partie détruite, de François Daine, lieutenant général de la prévôté de Québec. Les membres de l'assemblée signent une requête demandant à Ramezay de négocier la reddition de Québec. Daine lui remet la requête en main propre le jour même.

### La capitulation de Québec
Après consultation des avis des notables de la ville de Montréal, de ceux de son état-major, et en fonction des instructions du quartier général du marquis de Vaudreuil, Jean-Baptiste Nicolas Roch de Ramezay (le lieutenant du roi qui assure la défense de la ville) négocie la reddition de la ville avec les représentants de la couronne britannique : Charles Saunders et George Townshend.

## La fin du conflit (1760 - 1763)

### La chute de Montréal (1760)
Le chevalier de Lévis, qui commande les troupes françaises depuis la mort de Montcalm, organise une offensive sur Québec. Grâce à la victoire qu'il remporte à la bataille de Sainte-Foy (29 avril 1760), l'espoir renaît dans le camp français ; mais l'offensive britannique sur Montréal et la présence de la flotte britannique dans le Saint-Laurent obligent les forces françaises à se replier. La capitulation de Montréal est signée par le gouverneur-général Pierre de Rigaud de Vaudreuil et le major-général Jeffrey Amherst, au nom des couronnes française et britannique, le 8 septembre 1760.

### Les derniers combats et les traités de paix (1762 - 1763)

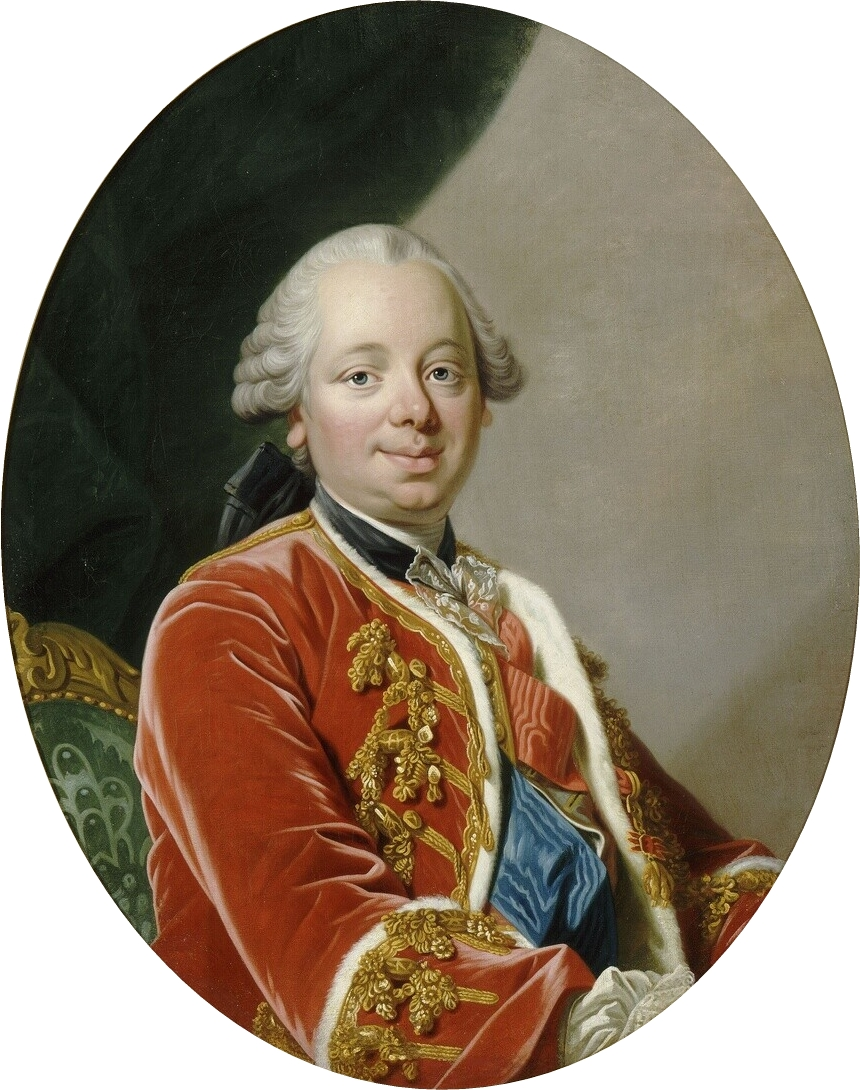
Pour Choiseul, principal ministre de Louis XV en 1763, la perte du Canada est vue comme négligeable.

Mais la guerre n'est pas totalement finie, notamment à Terre-Neuve, avec la bataille de Signal Hill, le 15 septembre 1762 qui se solde par une victoire britannique, ce qui entraînera la chute de la ville de Saint-Jean trois jours plus tard (dont les Français s'étaient emparés quelques semaines auparavant à l’issue d'un ultime effort naval).
Par le traité de Paris signé en 1763 entre la France et la Grande-Bretagne, celle-ci obtient de la France l'île Royale, l'Isle Saint-Jean, le Nord de l'Acadie, le Québec, le bassin des Grands Lacs, ainsi que tous les territoires français situés à l'est du Mississippi. Mais la France retrouve aussi des territoires en Amérique, comme ses territoires des Antilles, ainsi que Saint-Pierre-et-Miquelon (qu'elle avait perdu en 1713).

### La perte de «quelques arpents de neige» pour la France?
Avec la cession de la Louisiane à l'Espagne (pour indemniser celle-ci de la perte de la Floride), la France cesse presque totalement d’être présente en Amérique du Nord (ne reste que Saint-Pierre-et-Miquelon). Des intellectuels français ainsi que les plus hauts responsables de l'État, Étienne de Choiseul en tête, considèrent la cession du Canada comme un évènement négligeable la perte de ces « quelques arpents de neige » dont Voltaire s'amuse dans Candide. Pour le gouvernement français, l'essentiel est de récupérer les îles des Antilles, riches productrices de sucre et de café et dont la valeur économique est considérée comme bien supérieure à celle de la Nouvelle-France.
Il n’est pas certain cependant que toute l’opinion française ait partagé « sans remords ni regret » (André Zysberg) la liquidation du Canada. Le bourgeois parisien Edmond Barbier par exemple, analyse lucidement la situation dans son Journal : « Les Anglais ont fait le siège de la ville de Québec et s’en sont enfin rendus maîtres. La capitulation, avec les honneurs de la guerre, est du 18 septembre. Ils sont par ce moyen en possession de tout le Canada, dont la perte est considérable pour nous, et ils s’empareront de toutes nos possessions dans l’Amérique, les unes après les autres, par cette supériorité de marine, et feront enfin tout le commerce. »

### Sources et bibliographie
: document utilisé comme source pour la rédaction de cet article.

#### Sources canadiennes/américaines francophones
- Henri-Raymond Casgrain, Guerre du Canada. 1756-1760, t. 1, Editions L.-J. Demers et frère (Québec), 1891 (lire en ligne).
- Gaston Deschênes et Denis Vaugeois, Vivre la Conquête, tome 1, les éditions du Septentrion, Québec, 2013, 264 p. [présentation en ligne].
- Gaston Deschênes et Denis Vaugeois, Vivre la Conquête, tome 2, les éditions du Septentrion, Québec, 2014, 320 p. [présentation en ligne].
- Jonathan Dull, La Guerre de Sept Ans, Bécherel, coll. « Les Perséides », 2009
- Réal Fortin, 1760, les derniers jours de la Nouvelle-France, les éditions du Septentrion, Québec, 2010, 293 p. [présentation en ligne]
- Guy Frégault, La Guerre de la Conquête, Montréal, Fides, 2009, 514 p. (ISBN 978-2-7621-2989-2)
- Sophie Imbeault, Denis Vaugeois et Laurent Veyssière, 1763. Le traité de Paris bouleverse l'Amérique, les éditions du Septentrion, Québec, 2013, 456 p. [présentation en ligne].
- D. Peter Macleod, La vérité sur les plaines d'Abraham : les huit minutes de tirs d'artillerie qui ont façonné un continent, Montréal, Éditions de l'Homme, 2008, 491 p. (ISBN 978-2-7619-2575-4, OCLC 319952281). .
- Jacques Mathieu et Sophie Imbeault, La Guerre des Canadiens. 1756-1763, les éditions du Septentrion, Québec, 2013, 280 p. [présentation en ligne].
- Laurent Veyssière (dir.) et Bertrand Fonck (dir.), La guerre de Sept Ans en Nouvelle-France, Québec, Septentrion (Canada) et PUPS (France), 2012, 360 p. (ISBN 978-2-89448-703-7).
- Laurent Veyssière (dir.) et Bertrand Fonck (dir.), La chute de la Nouvelle-France : de l'affaire Jumonville au traité de Paris, Québec, Septentrion (Canada), 2015, 587 p. (ISBN 978-2-89448-828-7).

#### Sources françaises
- Lucien Bély, Les relations internationales en Europe au XVIIe – XVIIIe siècle, Paris, Presses universitaires de France, coll. « Thémis », 1992, 731 p. (ISBN 2-13-044355-9).
- Jean Bérenger et Jean Meyer, La France dans le monde au XVIIIe siècle, Paris, SEDES, coll. « Regards sur l'Histoire », 1993, 380 p. (ISBN 2-7181-3814-9).
- Paul Chack, « L'homme d'Ouessant : Du Chaffault », dans Marins à la bataille : Des origines au XVIIIe siècle, Paris, Le Gerfaut, 2001 (1re éd. 1931) (présentation en ligne), p. 187-420.
- Edmond Dziembowski, La guerre de Sept Ans, Paris, éditions Perrin, coll. « Tempus », 2018, 851 p. (ISBN 978-2-262-07502-6).
- Jacques Garnier (dir.), Dictionnaire Perrin des guerres et des batailles de l'histoire de France, Paris, éditions Perrin, 2004, 906 p. (ISBN 2-262-00829-9)
- Gilles Havard, « Les Français en Amérique : la colonisation oubliée », L'Histoire, no 285,‎ mars 2004, p. 58-63.
- Georges Lacour-Gayet, La Marine militaire de la France sous le règne de Louis XV, Honoré Champion éditeur, 1910 (1re éd. 1902) (lire en ligne).
- Jean Meyer et Martine Acerra, Histoire de la marine française : des origines à nos jours, Rennes, Ouest-France, 1994, 427 p. [détail de l’édition] (ISBN 2-7373-1129-2, BNF 35734655)
- Rémi Monaque, Une histoire de la marine de guerre française, Paris, éditions Perrin, 2016, 526 p. (ISBN 978-2-262-03715-4).
- Étienne Taillemite, Dictionnaire des marins français, Paris, Tallandier, coll. « Dictionnaires », octobre 2002, 537 p. [détail de l’édition] (ISBN 978-2847340082)
- Onésime Troude, Batailles navales de la France, t. 1, Paris, Challamel aîné, 1867-1868, 453 p. (lire en ligne).
- Michel Vergé-Franceschi, La Marine française au XVIIIe siècle : guerres, administration, exploration, Paris, SEDES, coll. « Regards sur l'histoire », 1996, 451 p. (ISBN 2-7181-9503-7).
- Michel Vergé-Franceschi (dir.), Dictionnaire d'histoire maritime, Paris, éditions Robert Laffont, coll. « Bouquins », 2002, 1508 p. (ISBN 2-221-08751-8 et 2-221-09744-0, BNF 38825325).
- Laurent Veyssière (dir.) et Bertrand Fonck (dir.), La fin de la Nouvelle-France, Paris, Armand Colin, coll. « Cursus », 2013, 536 p. (ISBN 2200287658)
- Patrick Villiers, Jean-Pierre Duteil et Robert Muchembled (dir.), L'Europe, la mer et les colonies : XVIIe – XVIIIe siècle, Paris, Hachette supérieur, coll. « Carré histoire », 1997, 255 p. (ISBN 2-01-145196-5).
- Patrick Villiers, La France sur mer : De Louis XIII à Napoléon Ier, Paris, Fayard, coll. « Pluriel », 2015, 286 p. (ISBN 978-2-8185-0437-6).
- Patrick Villiers, Des vaisseaux et des hommes : La marine de Louis XV et de Louis XVI, Paris, Fayard, coll. « Histoire », 2021, 416 p. (ISBN 978-2-213-68127-6)
- André Zysberg, La monarchie des Lumières : 1715-1786, Paris, Éditions du Seuil, coll. « Points Histoire », 2002, 552 p. (ISBN 2-02-019886-X).

#### Sources anglophones
- (en) Fred Anderson, Crucible of War : The Seven Years' War and the Fate of Empire in British North America, 1754-1766, New York, Knopf, 2000, 862 p. (ISBN 978-0-375-40642-3, OCLC 40830180, lire en ligne). .
- (en) Fred Anderson, The war that made America : a short history of the French and Indian War, New York, Viking, 2005, 293 p. (ISBN 978-0-670-03454-3, OCLC 60671897, lire en ligne).
- (en) Stephen Brumwell, Redcoats : the British soldier and war in the Americas, 1755-1763, New York, Cambridge University Press, 2006, 349 p. (ISBN 978-0-521-67538-3, OCLC 62344054, lire en ligne).
- (en) Colin G. Calloway, The scratch of a pen : 1763 and the transformation of North America, New York, Oxford University Press, 2006, 219 p. (ISBN 978-0-19-530071-0, OCLC 61204279, lire en ligne).
- (en) Alfred A. Cave, The French and Indian war, Westport, Connecticut - Londres, Greenwood Press, 2004, 175 p. (ISBN 978-0-313-32168-9, OCLC 57479223, lire en ligne).
- (en) Jonathan Dull, The French Navy and the Seven Years’ War, Lincoln, London, University of Nebraska Press, 2005
- (en) W.J. Eccles, France in America, New York, Harper & Row, Publishers, 1972 (présentation en ligne)
- (en) Joseph J. Ellis, His Excellency : George Washington, New York, Vintage Books, 2004, 320 p. (ISBN 978-1-4000-3253-2, OCLC 62197552, lire en ligne).
- (en) William M. Fowler, Empires at war : the French and Indian War and the struggle for North America, 1754-1763, New York, Walker, 2005, 332 p. (ISBN 978-0-8027-1411-4, OCLC 56334323).
- (en) Francis Jennings, Empire of fortune : crowns, colonies, and tribes in the Seven Years War in America, New York, Norton, 1988, 520 p. (ISBN 978-0-393-30640-8, OCLC 30969531, lire en ligne).
- (en) Robert Leckie, A few acres of snow : the saga of the French and Indian Wars, New York, J. Wiley & Sons, 1999, 388 p. (ISBN 978-0-471-24690-9, OCLC 39739622). .
- (en) William R. Nester, The first global war : Britain, France, and the fate of North America, 1756-1775, Westport, CT, Praeger, 2000, 308 p. (ISBN 978-0-275-96771-0, OCLC 41468552, lire en ligne).
- (en) Walter O'Meara, Guns at the forks, Englewood Cliffs, NJ, Prentice Hall, 1965, 275 p. (ISBN 978-0-8229-5309-8, OCLC 21999143, lire en ligne).